# Nens de l'Holocaust
Els nens de l'Holocaust van representar el segment de població més vulnerable entre els grups (jueus, però també gitanos, homosexuals, discapacitats, polonesos, russos, etc.) que es van veure afectats per les polítiques nazis de discriminació, persecució racial, persecució dels homosexuals i genocidi, amb un nombre molt elevat de víctimes.
El destí d'aquests nens es pot classificar en les següents categories:
1. Nens assassinats a la seva arribada als camps d'extermini.
2. Nens assassinats immediatament després de néixer o en diverses institucions en programes d'eugenèsia.
3. Nens nascuts en guetos o camps de concentració que van sobreviure gràcies a que els presoners els amagaven.
4. Nens, normalment de més de 12 anys, que eren emprats com a mà d'obra o sotmesos a experiments mèdics.
5. Nens assassinats durant les operacions militars amb la finalitat de prendre represàlies contra els rebels o contraris al règim, o per realitzar una neteja ètnica.[1]

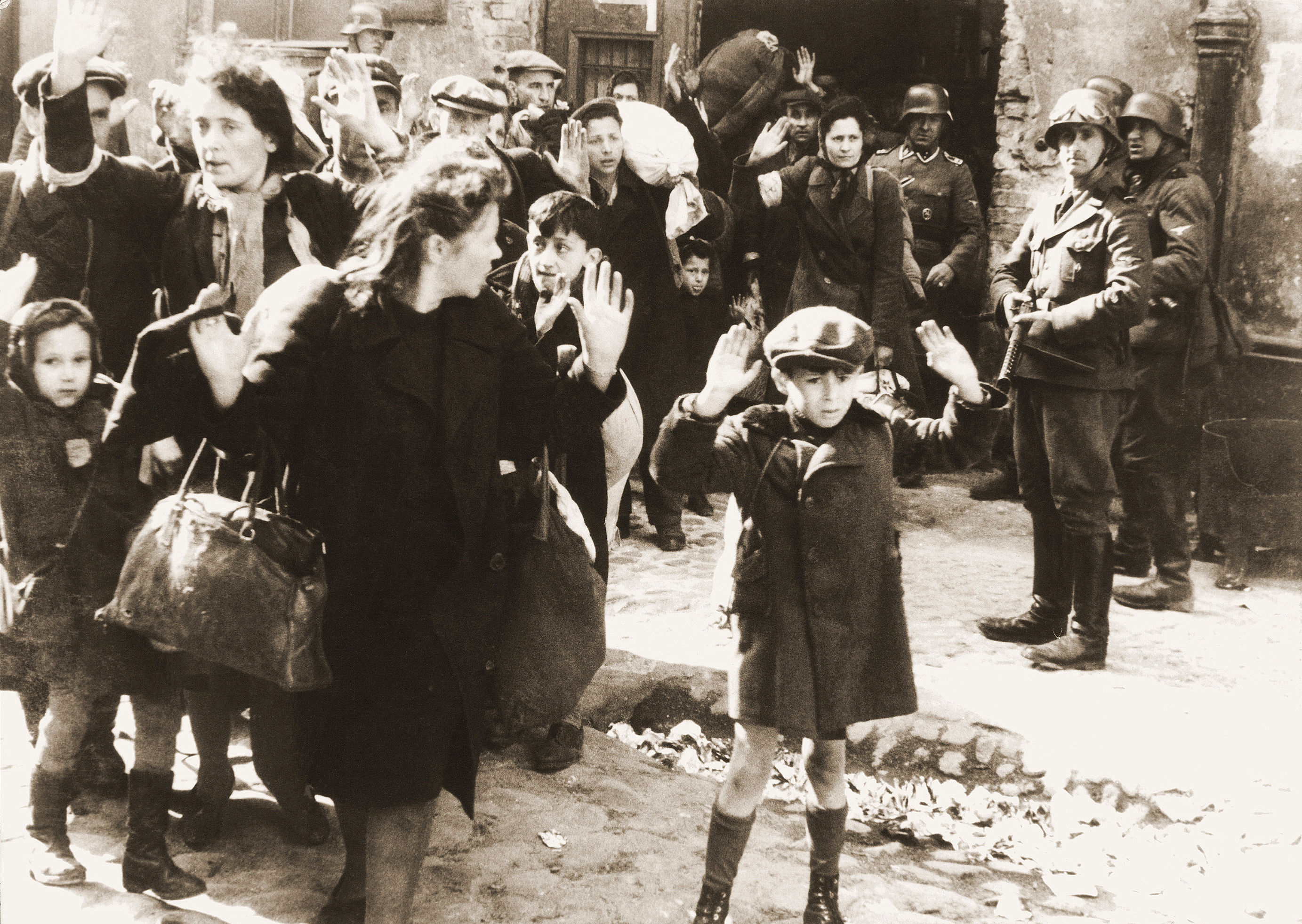
Jueus arrestats al gueto de Varsòvia, 1943. Possiblement el nen sigui Tsvi Chaim Nussbaum (1935-2012), supervivent de l'Holocaust
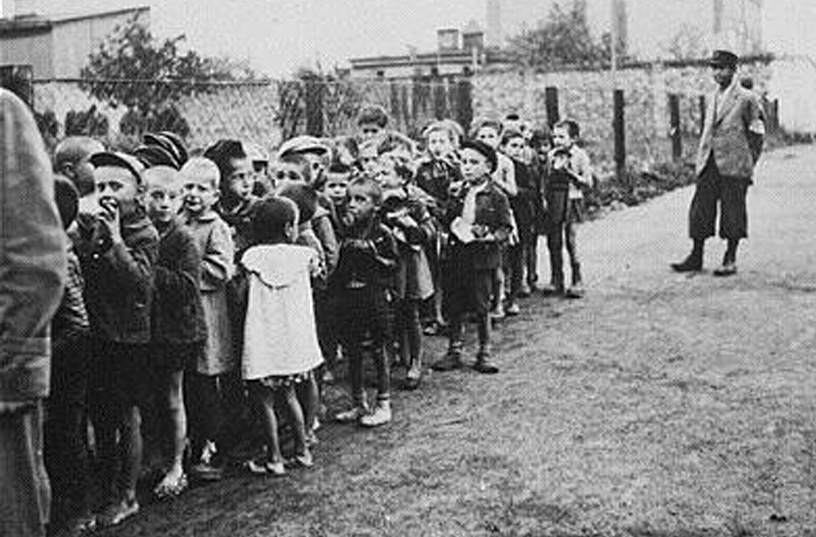
Nens del gheto de Łódź deportats al camp d'extermini de Chełmno, 1942
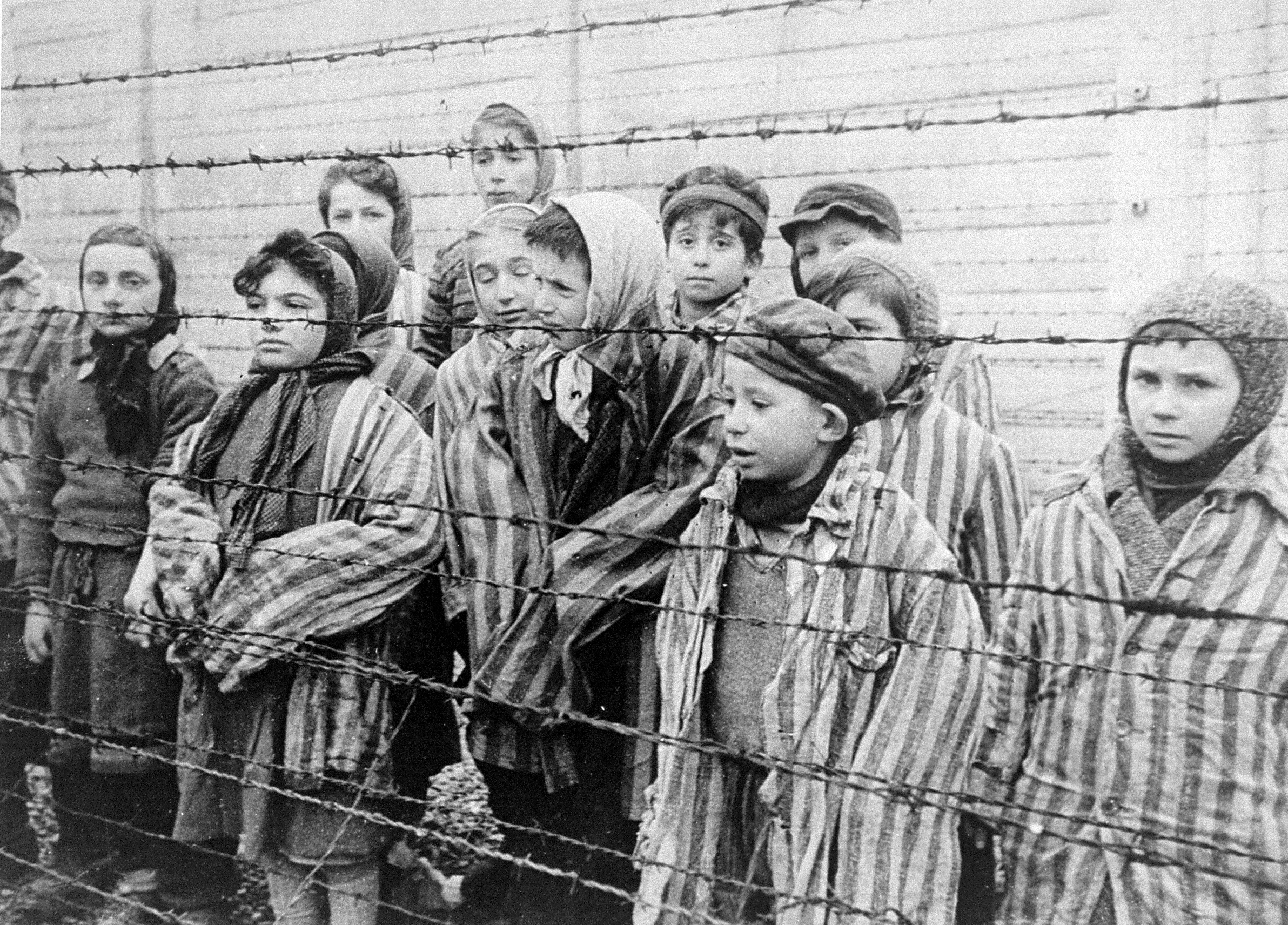
Nens alliberats a Auschwitz, 1945

Els que van sobreviure també van experimentar amb dures experiències de privació de llibertat i separació o pèrdua dels seus familiars. En la postguerra, molts d'ells van tenir un paper important com a testimonis en els judicis i davant de l'opinió pública.

## Les lleis racials
Els nens van pagar immediatament un preu molt alt per les polítiques discriminatòries implementades des de 1933 a l'Alemanya nazi i després des de 1938 a l'Itàlia feixista amb la promulgació de les lleis racials feixistes. Amb la Segona Guerra Mundial, aquestes mesures es van estendre a bona part de l'Europa continental.
Els nens «no-aris» (jueus, però també gitanos, africans, xinesos, etc.) van ser expulsats de les seves escoles, i de les activitats esportives i lúdiques per a joves, que els va impedir tenir una vida social «normal», privada del futur per les restriccions a l'educació i accés a professions.
En el moment crucial del creixement i de la construcció de la pròpia identitat, amb les lleis racials, els joves van adquirir de sobte la consciència que eren «diferents», sotmesos a prejudicis i hostilitats que fins llavors no havien conegut de manera tan directa. A nivell personal, fins i tot més que les dificultats econòmiques, pesaven les limitacions imposades a les relacions socials i l'experiència de l'exclusió, juntament amb la indiferència i la manca de solidaritat per part de professors i amics.
Molts es van veure obligats a abandonar les seves llars i als seus éssers estimats i emigrar a altres països, a través de modalitats que solien implicar separació (temporal o permanent) dels seus pares i experiències traumàtiques del viatge.

## L'extermini
Prop d'un milió i mig de nens i adolescents van morir en l'Holocaust. Si dos terços dels jueus residents van trobar la mort als territoris ocupats pels nazis, aquest percentatge va ser molt més gran entre els nens (arribant al 90%). Les possibilitats de supervivència entre adolescents (14-17 anys), usats com a mà d'obra, eren lleugerament majors. Als ulls dels nazis, els nens representaven només boques inútils per alimentar, a diferència dels adults, que el seu treball forçós podia ser explotat durant almenys un cert període per a les necessitats de la guerra d'Alemanya.
L'assassinat dels nens es va realitzar conscientment, com la millor garantia que les «races» considerades «inferiors» no tinguessin futur. La singularitat de l'Holocaust va ser detectada a principis de 1942 per l'historiador Emanuel Ringelblum, des de dins del gueto de Varsòvia: 
| « | Fins i tot durant els temps més bàrbars, una guspira d'humanitat va brillar en el cor més cruel i els nens van poder escapar. Però la bèstia hitleriana és molt diferent. Devora als més estimats, als que desperten la major compassió, als nostres fills innocents. | » |

L'extermini es va dur a terme sistemàticament. Del milió de nens jueus que vivien a Polònia abans de la guerra, només van sobreviure 5.000 al final de la guerra. Dels 776 nens jueus italians deportats a Auschwitz, només van sobreviure 25. Dels més de 200 menors de 14 anys que van ser deportats del gueto de Roma el 16 d'octubre de 1943, ningú va tornar.

### Els programes d'eugenèsia
Els primers nens que van ser víctimes de l'Holocaust van ser els menors amb discapacitat (sense cap distinció entre «aris» i «no-aris»), que van ser eliminats en Aktion T4, el programa d'eugenèsia del Tercer Reich dissenyat per forjar la «raça ària», purificant-la de qualsevol debilitat genètica. Tots aquells que tenien alguna malaltia hereditària (més tard coneguda com a alteració genètica) o que tenien una discapacitat greu física o mental, es van classificar com a exemples de «lebensunwertes Leben» (de l'alemany, vida no mereixedora de vida). Ja el 1929, Adolf Hitler va afirmar al congrés del Partit Nacionalsocialista Alemany dels Treballadors (Partit Nazi) celebrat a Nuremberg que «l'eliminació dels nens més febles significava un augment del poder de la nació i no el seu debilitament».
Va ser en aquests programes d'eugenèsia on es van provar els mètodes d'extermini en massa (com la cambra de gas) que després es van aplicar a gran escala als jueus i altres grups considerats «de raça inferior» o «socialment indesitjables». La frontera ambigua entre la malaltia mental i el «deslligament social» va comportar un augment del nombre d'aquells que podrien considerar-se susceptibles a la «remoció». Entre 1939 i 1945, 5.000-7.000 nens van ser exterminats als hospitals i reformatoris alemanys perquè patien malalties genètiques o mentals o, com en el cas d'Ernst Lossa, simplement perquè eren considerats, socialment i racialment, «inadaptats» i irreformables.

### Els segrestos
En alguns casos, els nens polonesos o russos dels territoris ocupats pels nazis (classificats com a «semblants als aris»), van ser segrestats per donar-los en adopció a famílies alemanyes sota el projecte Lebensborn («Font de vida»). En la seva «recerca per salvar la raça ària», els experts en temes relacionats amb la raça i l'ètnia de la SS van ordenar que es segrestés i traslladés a centenars de nens de la part ocupada de Polònia i la Unió Soviètica perquè fossin adoptats per «famílies alemanyes aptes». Tot i que la base d'aquestes decisions era «científic-racial», sovint el simple fet de tenir els cabells rossos, els ulls blaus o la pell clara eren trets suficients per tenir la «oportunitat» de convertir-se en alemanys.
D'altra banda, moltes dones poloneses i soviètiques van ser deportades a Alemanya com a mà d'obra. Algunes d'elles van mantenir relacions sexuals amb homes alemanys, sovint sota coacció, i com a resultat moltes es quedaven embarassades. En aquests casos, si els experts en temes racials determinaven que el nen «no tenia la suficient quantitat de sang ària», eren obligades a avortar o mantenir als seus fills en condicions que garantissin la mort del nadó.

### La neteja ètnica i les represàlies

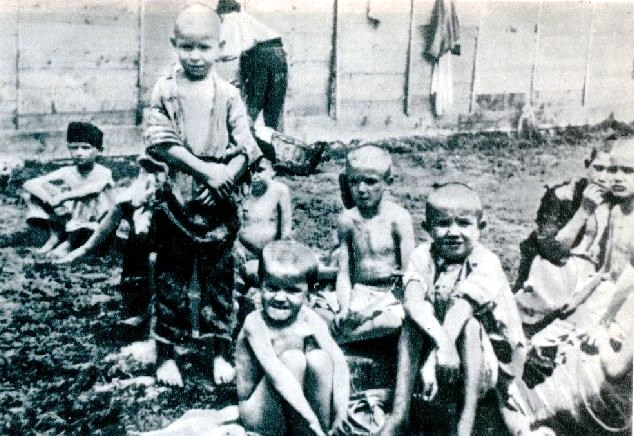
Nens internats al Camp de concentració de Rab, 1943

La mortalitat també va ser molt alta entre els milers de nens sotmesos a polítiques de neteja ètnica: els nens polonesos dels territoris de Polònia annexionats a Alemanya i enviats a Auschwitz, els nens serbis al camp de concentració de Jasenovac a Croàcia, els nens eslaus en els camps de concentració italians de Rab i Gonars.
Molts nens eslaus i polonesos, que eren orfes o que van ser allunyats de les seves famílies, també van ser tancats al camp de concentració de Potulice o al camp de concentració per a nens polonesos de Łódź (Kinder-KZ Litzmannstadt) i sotmesos a treballs forçats o a programes de germanització.
Nens de diverses nacionalitats van morir en camps de concentració després de ser deportats amb les seves famílies com a «presos polítics» o van ser l'objecte privilegiat de represàlies i massacres. El cas més famós és el dels nens del llogaret de Lidice, a Txecoslovàquia, que va ser creat al juny de 1942 com a represàlia per la mort del governador nazi, Reinhard Heydrich, per la resistència. Els 105 nens del poble van ser deportats al gueto de Łódź; 23 d'ells van ser seleccionats per a ser adoptats per famílies alemanyes àries com a part del projecte Lebensborn, i els 82 restants van ser assassinats al camp d'extermini de Chełmno. A Itàlia, molts nens van morir en massacres i represàlies, com les massacres de Marzabotto i de Stazzema. Entre les víctimes de la massacre de les fosses Ardeatines hi ha dos joves de quinze anys: Duilio Cibei (membre del Partit d'Acció) i Michele Di Veroli (jueu romà).

### Les execucions en massa
A partir de juny de 1941, amb la invasió alemanya de la URSS (Operació Barbaroja), es va iniciar als territoris ocupats l'extermini sistemàtic de la població jueva, incloent dones i nens, a través de pogroms i execucions en massa per grups especials de la SS, els Einsatzgruppen. De vegades, famílies senceres eren assassinades tan aviat arribaven les tropes dels Einsatzgruppen. En altres casos, es tancava els habitants d'un poble dins de sinagogues o edificis que després incendiaven o destruïen amb explosius amb tota la gent al seu interior. Amb més freqüència, les víctimes, que provenien dels guetos creats per concentrar la població jueva, eren transportades en grups en llocs aïllats, els despullaven davant d'una fossa, i eren assassinats allí amb metralladores o amb un tret de pistola al clatell.
Desenes de milers de nens van patir aquest destí, sols o en companyia de les seves mares, avis, germans i germanes. En molts casos, s'obligava a les víctimes a acostar-se sobre els cossos dels que ja havien sigut assassinats anteriorment abans de rebre un tret. Per a estalviar munició, sovint enterraven els nadons amb vida o els llançaven a l'aire i morien pel cop al caure al terra, amb la justificació que «era perillós disparar-los perquè la seva carn era tan tova, que la bala els podia travessar fàcilment i rebotar a terra, podent ferir o matar a algú».

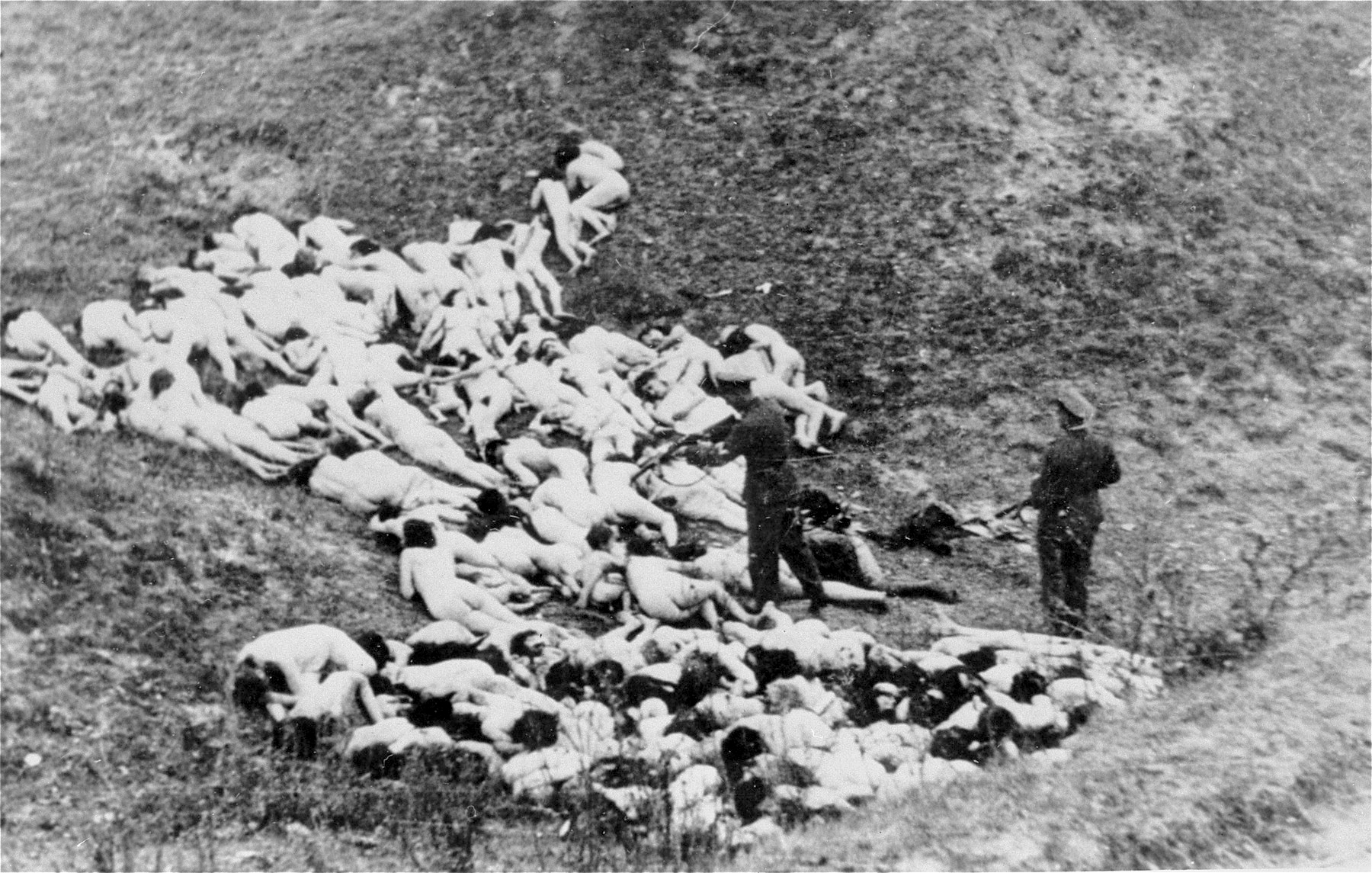
Matança de dones i nens del gueto de Mizoch (Ucraïna), 1942
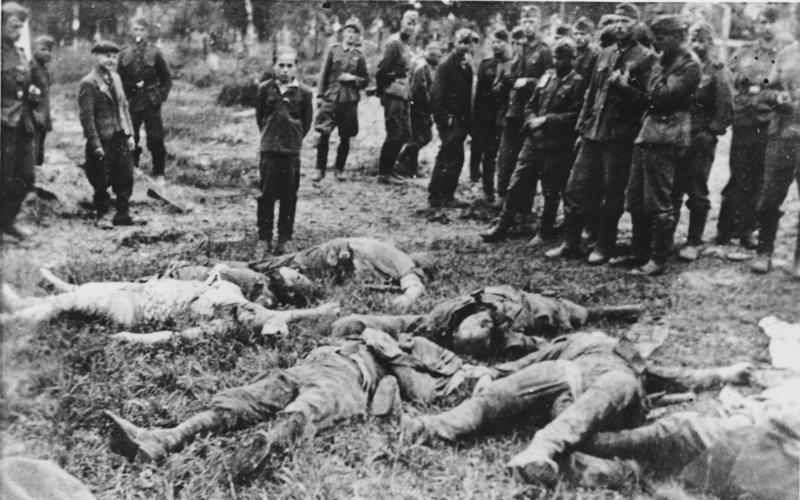
A Sboriw (Ucraïna) un jove es fotografiat davant els cossos de la seva família abans de ser assassinat, 1941

Això va succeir en centenars de llocs arreu d'Europa de l'Est, als territoris de la Unió Soviètica ocupats pels alemanys. Alguns llocs van veure, en particular, l'extermini sistemàtic i l'enterrament en fosses comunes de desenes de milers de persones, com les massacres de Babi Iar i Gurka Połonka a Ucraïna, Ponary a Lituània, Bronna Góra a Belarús, i Liepāja i Rumbula a Letònia. Atès que les massacres estaven reservades principalment per als incapacitats per al treball forçós, els nens, juntament amb la gent gran i les mares, eren les principals víctimes.
Finalment, les autoritats nazis van arribar a la conclusió que aquests mètodes d'extermini provocaven massa estrès al personal de la SS, i van decidir buscar altres maneres, més ràpides i impersonals, que no requerien que els autors miressin als ulls de les seves víctimes, especialment els dels més petits i indefensos. Fins i tot quan es va posar en marxa els camps d'extermini, es continuava executant grups d'infants, especialment orfes, juntament amb els ancians malalts i els no-autosuficients, per estalviar el cost del transport.

### La vida i la mort als guetos
Als guetos, on la població jueva era gradualment confinada pels nazis després de l'inici de la Segona Guerra Mundial, els nens (junt amb els ancians) van ser els primers a sucumbir, a causa de la fam, la malaltia i les dures condicions de vida. Les imatges procedents dels guetos de Polònia ens mostren els carrers plens de nens malnutrits, malalts o moribunds, una realitat que expressa dramàticament els Diaris de l'Holocaust escrits pels nens que vivien en aquests guetos. Tots els intents de l'autoritat jueva d'autogovern, organització política i filantròpica van ser ràpidament sobrepassats per les dimensions tràgiques dels problemes i la manca d'aliments i recursos. Quan van començar les deportacions, els nens van ser els primers a ser traslladats als camps d'extermini. Va ser emblemàtic el cas del gueto de Łódź, on el setembre de 1942 es va garantir la supervivència (temporal) dels adults amb la condició de sacrificar als nens i a la gent gran. També els nens de l'orfenat de Varsòvia van ser entre les primeres víctimes de la liquidació del gueto, amb un transport especial cap al camp d'extermini de Treblinka, a l'agost de 1942; el director de l'orfenat, el famós pedagog Janusz Korczak, no va voler abandonar-los i va compartir amb ells el mateix destí de la mort.
La fúria dels nazis contra els nens ni tan sols va disminuir quan es va fer evident que la guerra estava perduda.

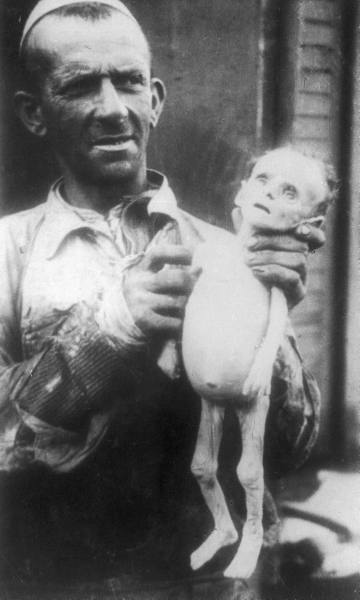
Home mostrant el cadàver d'un nadó mort de fam al gueto de Varsòvia, 1942
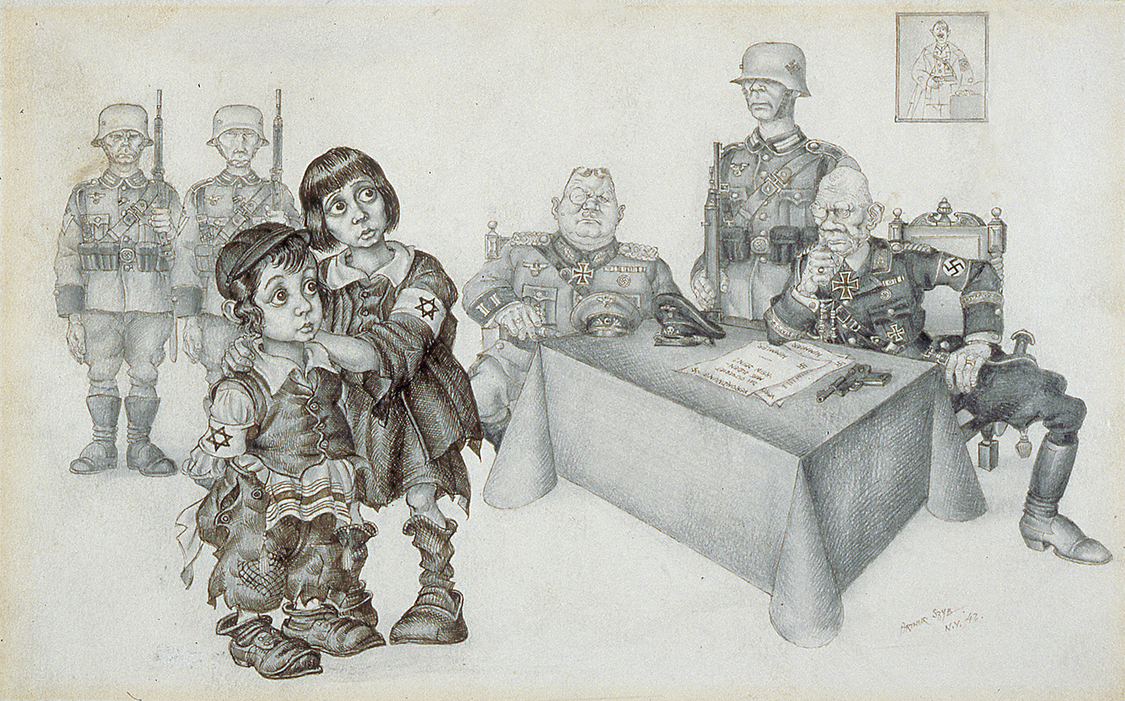
Considerats com a enemics perillosos del Tercer Reich, d'Arthur Szyk, 1943
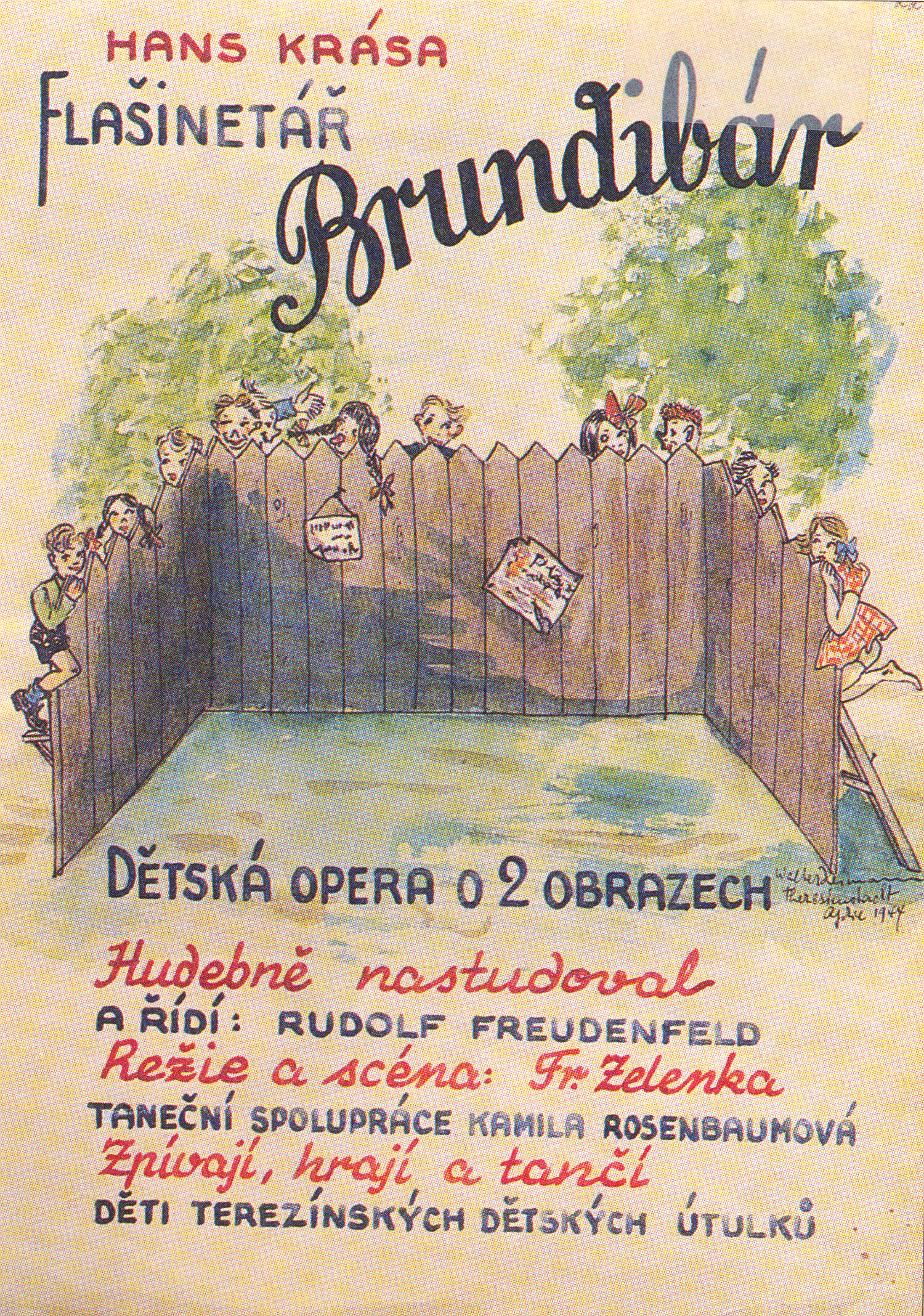
Cartell anunciant la representació de Brundibár a Terezín, 1944

A Theresienstadt (Terezín), el «gueto model» que els nazis utilitzaven com a propaganda, els nens van poder gaudir durant un temps d'unes millors condicions de vida. Els van tolerar a que assistissin als programes escolars, on els professors (inclosos alguns dels intel·lectuals més famosos, músics i artistes jueus de l'època) els van animar a practicar les arts i música. El 1943-1944, Friedl Dicker-Brandeis va dirigir un programa d'art per a nens, que va comptar amb 4.000 dibuixos que van ser exposats a la sinagoga Pinkas del call Josefov de Praga perquè fossin admirats pels visitants. El 23 de setembre de 1943, els nens de Terezín van representar l'òpera Brundibár (El borinot) de Hans Krása, protagonitzada per Honza Treichlinger de 13 anys; en els mesos següents aquesta òpera es va representar 55 vegades. A l'edat de 14 anys, Petr Ginz va fundar i dirigir una revista autogestionada per nenes, Vadem, de 1942 a 1944, que va ser una de les produccions literàries més extraordinàries de Terezín. Amb tot això, Terezín sempre va ser vist pels nazis només com un lloc d'estada temporal i de trànsit cap als camps d'extermini. La taxa de mortalitat dels 15.000 nens de Terezín no va ser inferior a la resta dels camps de concentració: més del 90% d'ells, menors de 16 anys, van morir en l'Holocaust, incloent la majoria dels autors dels dibuixos, els intèrprets de l'obra Brundibár i els lectors i col·laboradors de Vadem. Tots els nens van ser enviats a Auschwitz amb els trens de la mort; l'últim tren va sortir al setembre-octubre de 1944.

### Els camps de trànsit
Els camps de trànsit eren parades temporals en el camí cap als camps de concentració durant l'Holocaust. Les autoritats alemanyes retenien als nens en els camps de trànsit en unes condicions deplorables, com va ser el cas d'Anne Frank i la seva germana al camp de Bergen-Belsen, així com nens orfes no jueus als quals els seus pares havien sigut assassinats en operacions contra els opositors del règim. Alguns d'aquests nens orfes van ser retinguts de forma temporal en el camp de concentració de Lublin / Majdanek i altres camps similars.
Altres nens van ser portats amb les seves famílies a camps de trànsit, sense saber què els esperava. Alguns es van omplir amb l'esperança de començar una nova vida i fer amics als camps, mentre que molts altres tenien por. Els nens que van acudir als camps de trànsit provenien de diferents orígens i van poder experimentar nous punts de vista diferents d'altres nens. No obstant això, aviat van descobrir la realitat dels camps de trànsit. Aquests nens continuaven amb la seva vida normal, malgrat que van patir una manca d'aliments, un temor a que els trens arribessin per a deportar-los, i no hi hagués material escolar. Els nens van percebre la preocupació dels seus pares perquè cada membre de la família va patir dificultats durant el seu temps als camps de trànsit.
Als camps de trànsit, els nens tenien pocs recursos que ajudessin a fomentar el seu creixement. Un grup de sionistes hongaresos van fer un comitè de rescat per negociar i prevenir les deportacions. Es va demanar a les noies més grans que s'encarreguessin dels nens petits. Els metges, infermeres i músics van organitzar conferències, concerts i activitats per als nens. Els interns voluntaris i les organitzacions filantròpiques proporcionaven menjar, roba i ensenyament, de forma secreta, organitzades per ajudar els nens a continuar la seva educació. Els treballadors d'atenció infantil van ensenyar als nens sobre les idees del sionisme i de l'esperit de la democràcia dins d'un ambient afectuós. Aquests grups també van fer tot el possible per a solucionar els problemes de fam als camps.
En general, la vida en els camps de trànsit va ser un ajust gradual abans de ser enviats als camps de concentració o d'extermini. Allí, els nens van aprendre a viure la seva vida quotidiana mentre aprenien a fer front a la fam i a la por.

### Els camps d'extermini
A partir de desembre de 1941, es va iniciar l'extermini en camps especials creats per aquest propòsit (Chełmno, Bełżec, Sobibór, Treblinka, Majdanek i Auschwitz-Birkenau), on es va utilitzar principalment l'instrument de gasificació.
Els nens jueus (i els gitanos) van ser conduïts als camps sense cap altre motiu que morir. Massa joves per treballar, no servien com a mà d'obra en la indústria nazi, fins i tot quan arribaven al camp (com a Majdanek o Auschwitz-Birkenau) i es realitzava una selecció per a realitzar treballs obligatoris. Com ho va confirmar Rudolf Höß, comandant d'Auschwitz, en la seva deposició davant el Tribunal de Nuremberg de 1946, les modalitats de la selecció van ser tals que no deixava cap opció per als més petits:
| «                            | La forma com es realitzava la selecció era la següent: els dos metges que teníem a Auschwitz examinaven els presoners que anaven arribant en tren, els feien caminar davant d'ells i immediatament prenien una decisió sobre la seva destinació. Als qui veien aptes per a treballar eren enviats al camp, la resta eren enviats directament a les cambres de gas. Els nens més petits eren exterminats perquè no es podien usar com a mà d'obra. | » |
| — Rudolf Franz Ferdinand Höß | |   |

El procés de selecció va ser documentada en una sèrie de fotografies preses a Auschwitz-Birkenau per un militar de la SS al maig-juny de 1944, a l'arribada d'un transport de jueus hongaresos. Les fotografies (que es conserven a l'anomenat Àlbum d'Auschwitz) mostren a nombrosos nens sent separats amb les seves mares de les persones qualificades per a treballar, i després fent-los caminar cap a les cambres de gas. El mateix destí estava reservada als fills dels gitanos; van morir als campaments o en execucions sumàries entre 200.000 i 250.000, entre el 40% i el 50% de les víctimes totals dels porraimos (l'Holocaust dels gitanos).

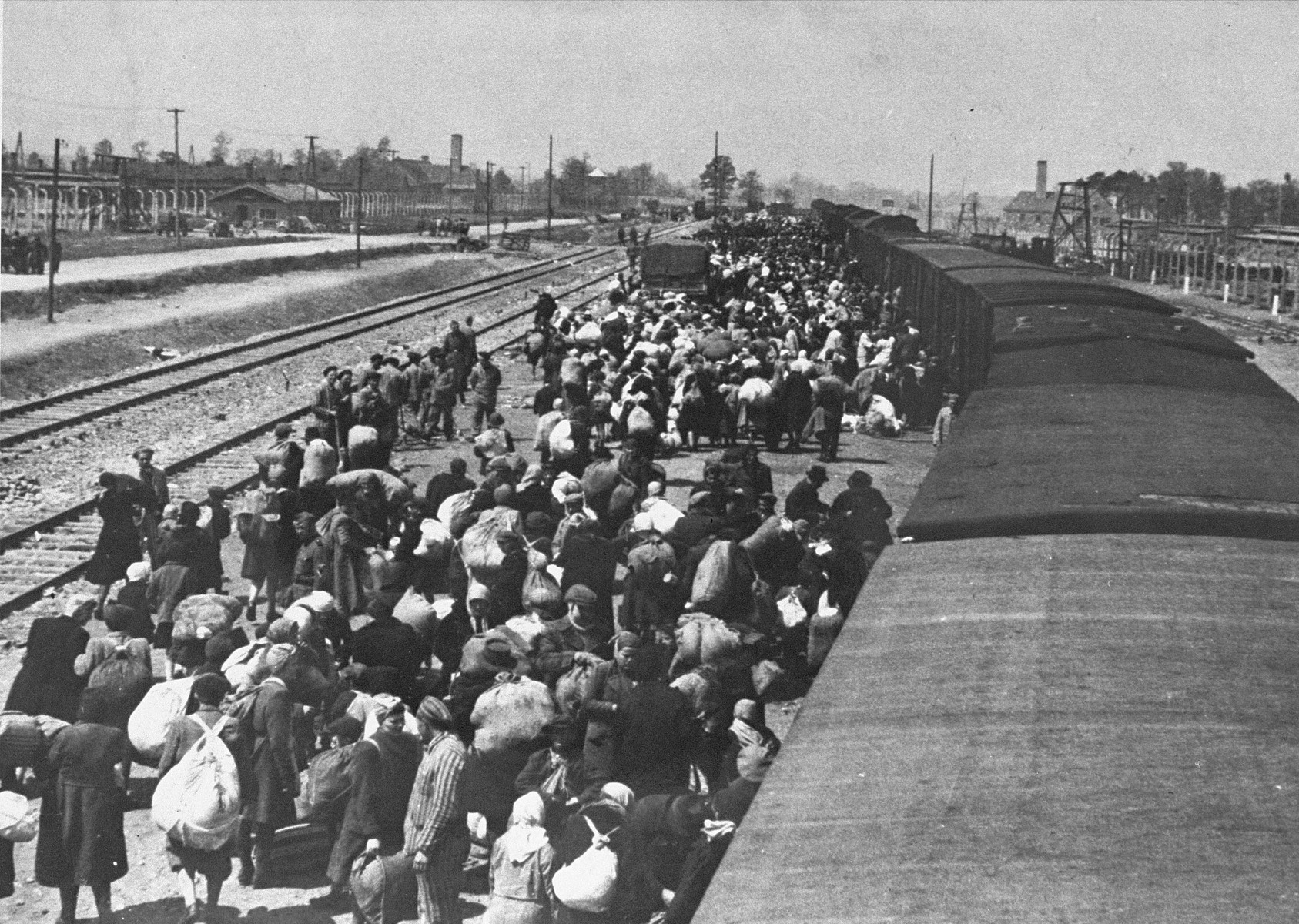
L'arribada del tren amb els deportats dins del camp d'Auschwitz-Birkenau
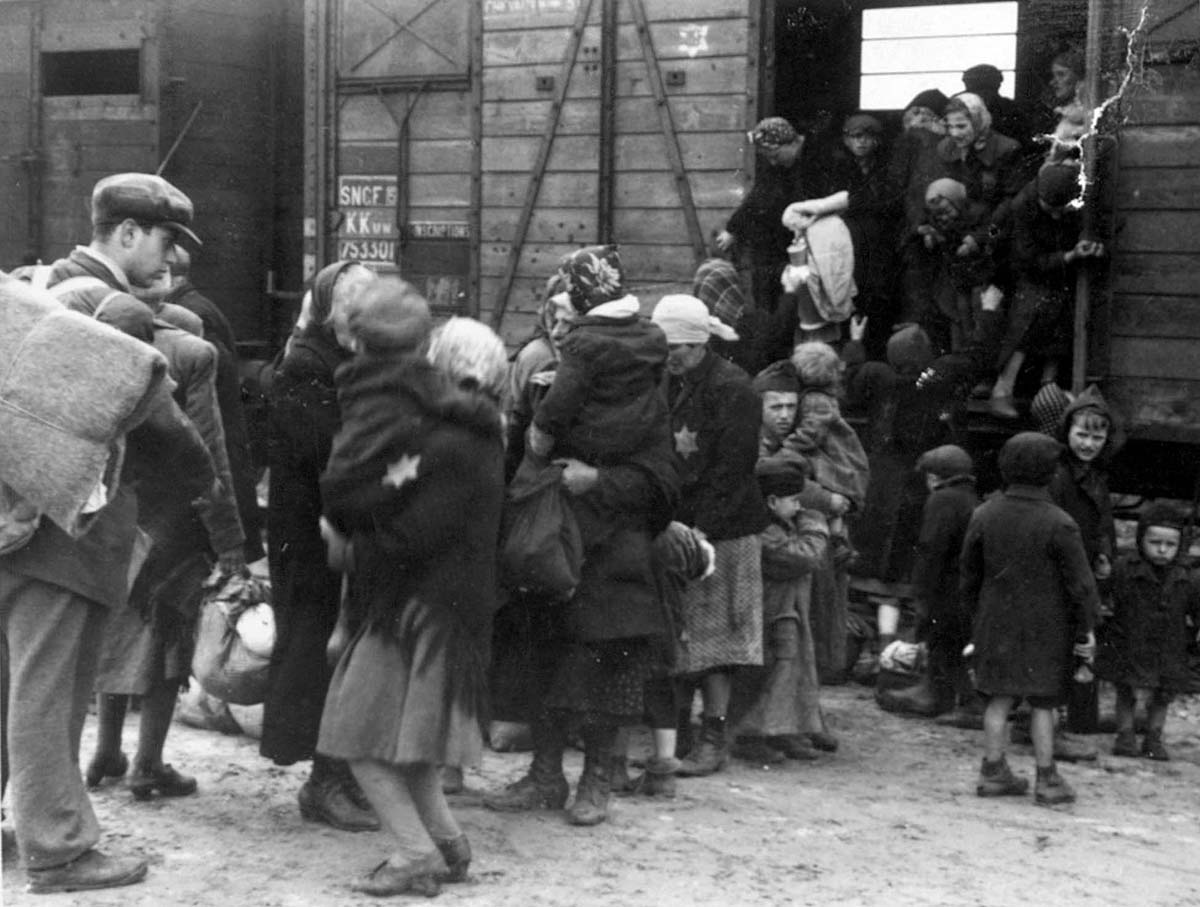
Els deportats baixant dels vagons
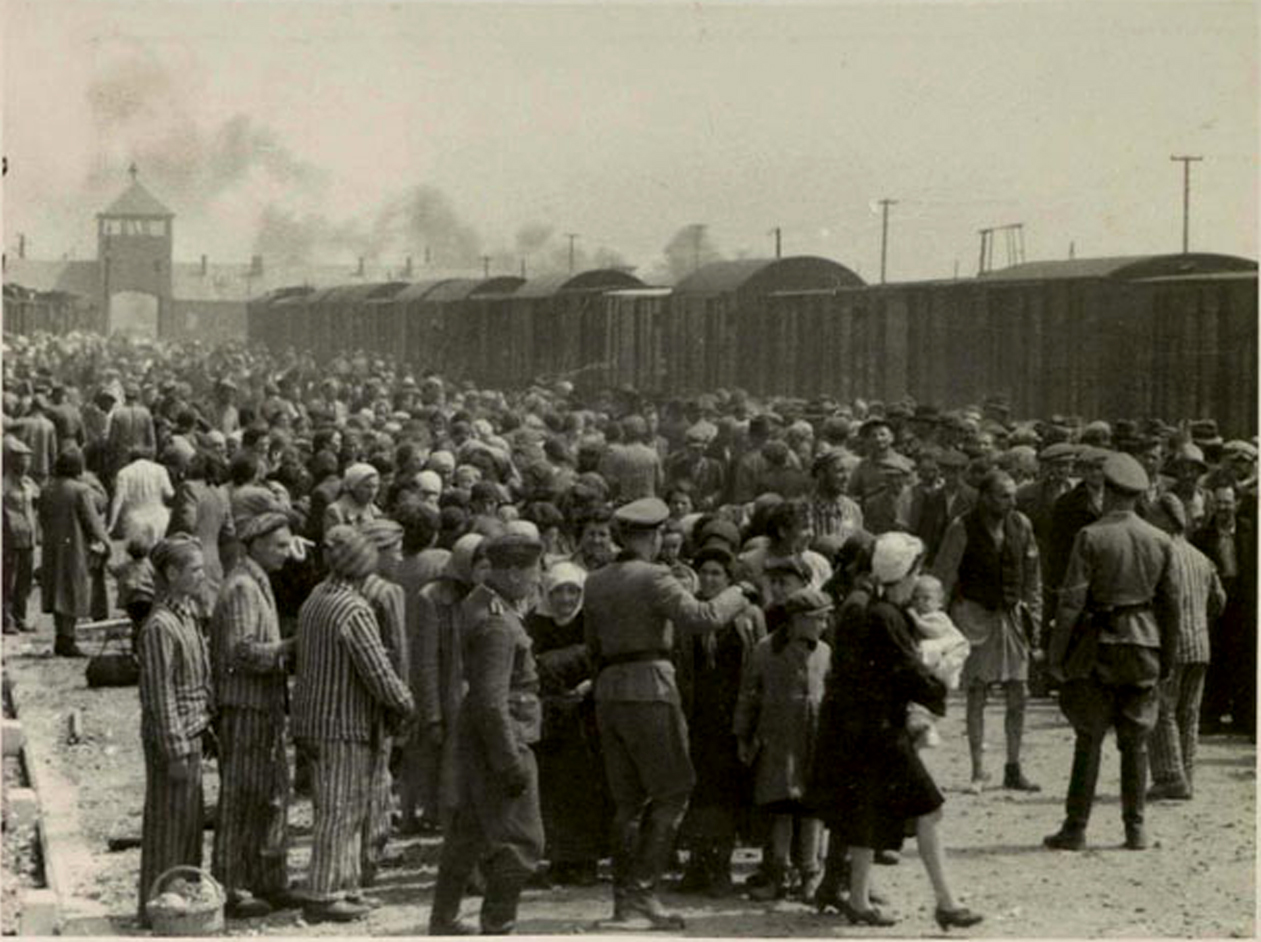
Separació dels homes de les dones, nens i ancians
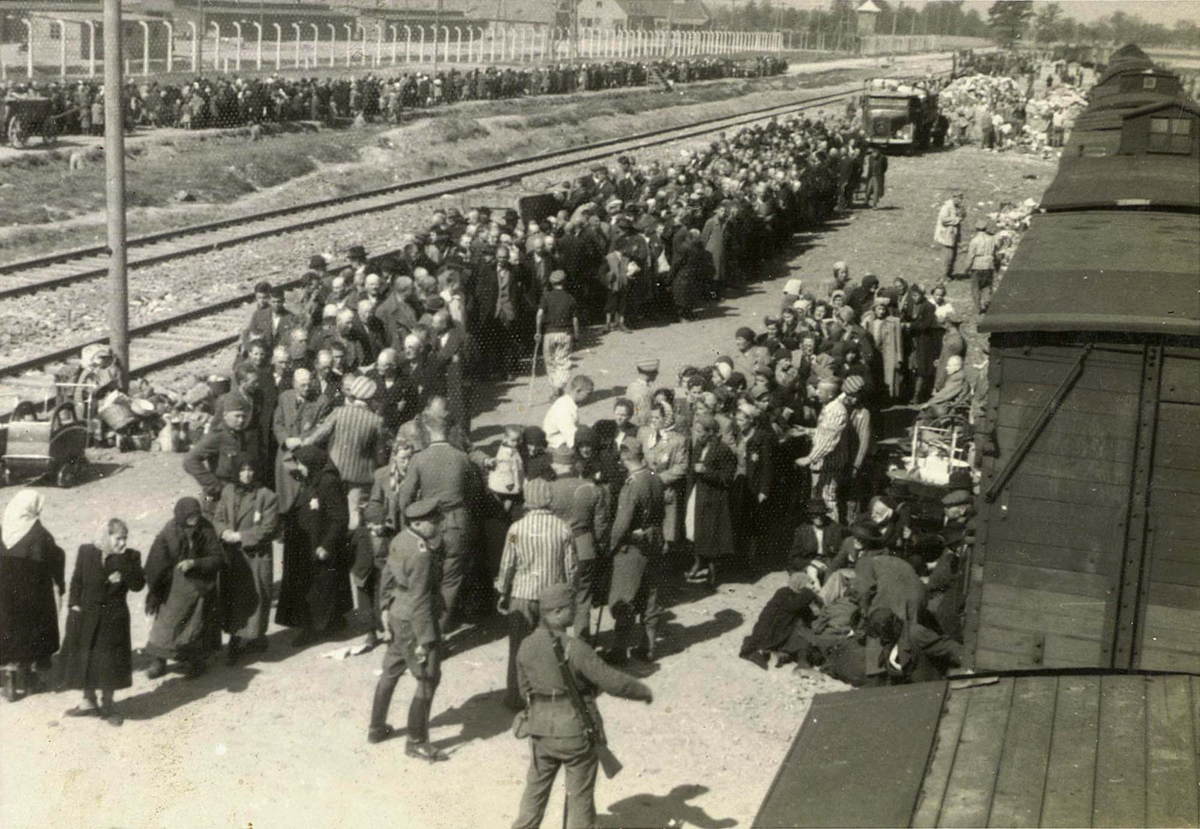
Selecció de dones, nens i ancians aptes per a treballar
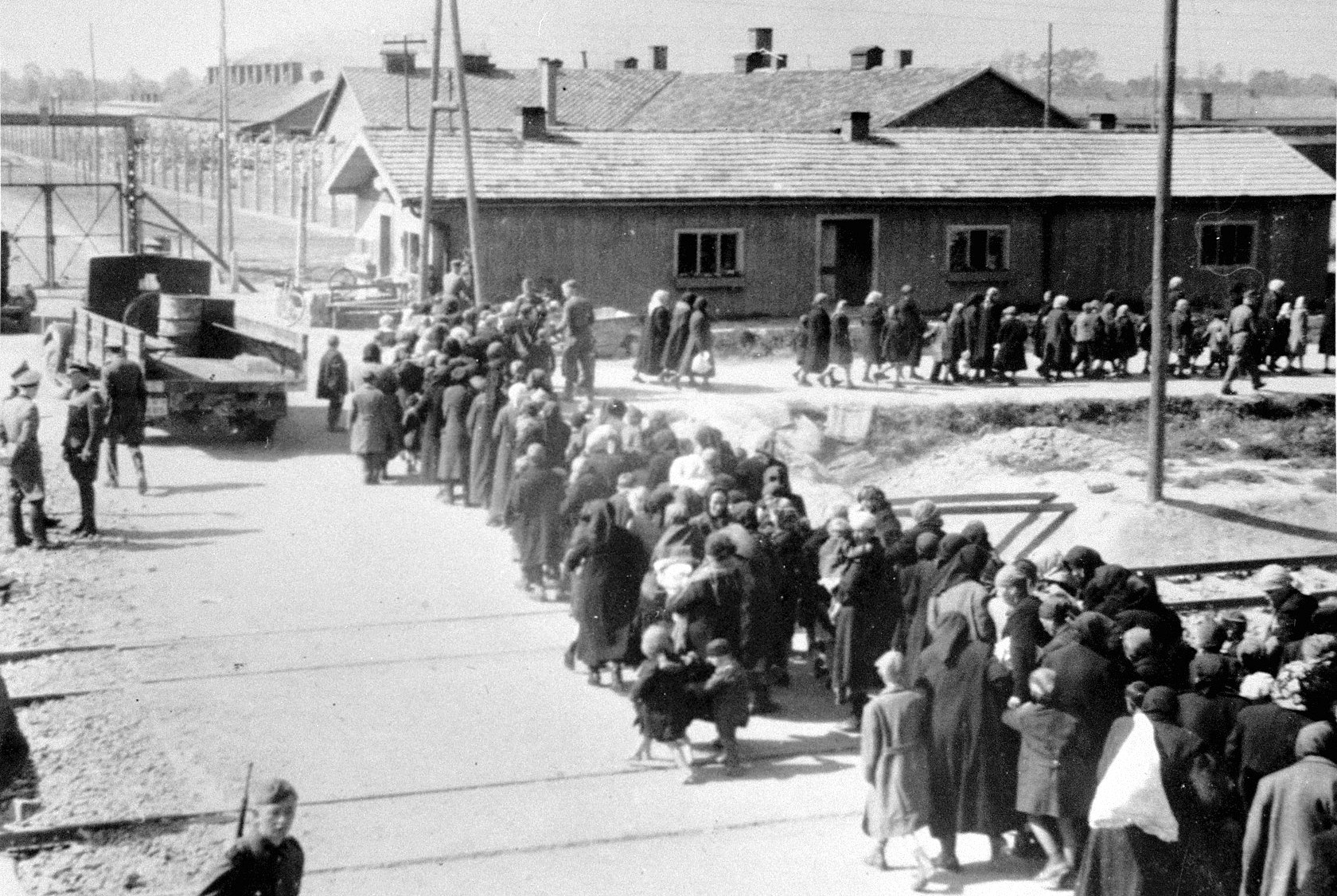
Els no aptes per a treballar són conduïts directament a les cambres de gas

Fins i tot entre els pocs milers d'adolescents que per al seu desenvolupament podien mentir sobre la seva edat i superar les seleccions (a Auschwitz van ser 6.700 dels 216.000 que van arribar) i entre els pocs nens que ocasionalment van ser triats per a tasques de la llar, les taxes de supervivència eren molt baixes degut a les pèssimes condicions. Als camps, els nens i els adults estaven subjectes a les mateixes regles i al mateix tractament. En una famosa pàgina de La notte, Elie Wiesel recorda a un altre nen, encara més jove que ell, torturat i penjat públicament amb dos adults acusats de sabotatge.
Hi va haver nombrosos nens (jueus, gitanos i polonesos) que, com el petit Sergio De Simone, van morir després de ser usats com a conills d'indies per a experiments mèdics, a Auschwitz-Birkenau i en altres laboratoris mèdics a Alemanya. Primo Levi recorda: 
| «            | Els nens estaven a Birkenau com a ocells de pas: després d'uns dies, van ser traslladats al bloc d'experiments, o directament a les cambres de gas. | » |
| — Primo Levi | |   |

Així mateix, les autoritats alemanyes van incinerar un gran nombre de nens en els camps de concentració i camps de trànsit.

### Els experiments mèdics
Els metges i científics de la SS van emprar nens dels camps de concentració, sobre tot els bessons, per a dur a terme experiments mèdics que sovint implicaven la mort dels nens. Alguns sobrevivien perquè els mantenien vius (temporalment) com a conills porquins en programes d'experimentació mèdica (com els nens de la famosa «cabana dels bessons» del Dr. Josef Mengele a Auschwitz, on també es van tancades les petites bessones Andra i Tatiana Bucci).
De tots els camps de concentració on es van utilitzar nens per a experiments mèdics, el camp de concentració d'Auschwitz, on exercia Josef Mengele, va ser el més actiu. Els «subjectes d'investigació» de Mengele estaven millor alimentats i allotjats que els altres presos, i temporalment protegits de les cambres de gas. Va establir una llar d'infants per als nens que eren els subjectes dels seus experiments, juntament amb tots els nens gitanos menors de sis anys. La instal·lació proporcionava millors condicions d'alimentació i de vida que altres àrees del camp, i fins i tot incloïa un parc infantil. Quan visitava als nenes, es presentava com «Oncle Mengele» i els oferia dolços. Però també va ser personalment responsable de la mort d'un nombre desconegut de víctimes que va matar a través d'injeccions letals, trets, pallisses, a través de seleccions i experiments mortals. Lifton descriu a Mengele com un sàdic, amb manca d'empatia i extremadament antisemita, creient que els jueus haurien de ser eliminats completament per ser una raça inferior i perillosa. El fill de Mengele, Rolf, va dir que el seu pare mai va mostrar remordiments per les seves activitats durant la guerra.
Un metge presoner d'Auschwitz va dir:
| « | Era capaç de ser molt amable amb els nens, tenir-los contents, donar-los dolços, pensar en els petits detalls de la seva vida quotidiana i fer coses que realment podríem admirar ... I després, al costat de ... el fum del crematori, i aquests nens, demà o dins de mitja hora, els enviarà allí. Bé, aquí és on està l'anomalia. | » |

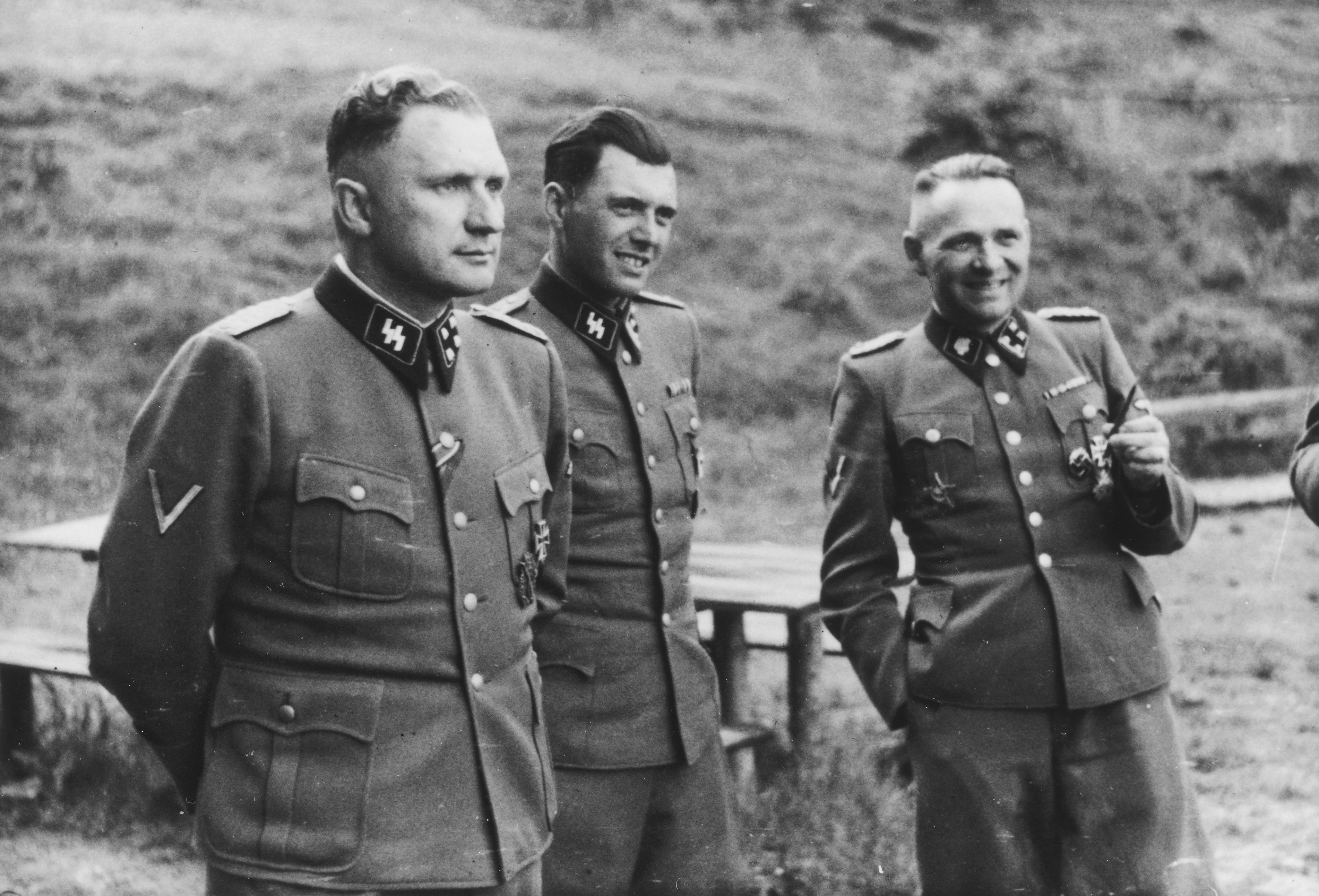
Josef Mengele (centre), junt amb Richard Baer (esquerra) i Rudolf Höß (dreta) a Auschwitz, 1944
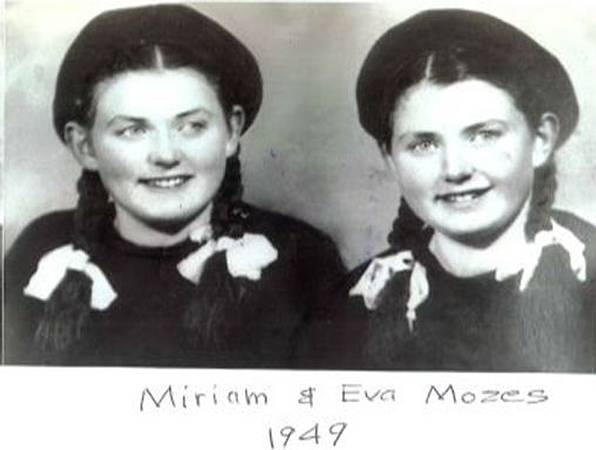
Miriam i Eva Mozes, bessones sotmeses als experiments de Josef Mengele

Mengele o un dels seus ajudants sotmetien a exàmens setmanals als bessons i mesurava els atributs físics. Els experiments que Mengele realitzava als bessons van incloure l'amputació innecessària de les extremitats, la infecció intencionada a un bessó amb tifus o altres malalties, i transfusionar la sang d'un bessó a l'altre. Moltes de les víctimes van morir durant aquests procediments. Després d'acabar un experiment, de vegades els bessons eren assassinats i els seus cossos es disseccionaven. Nyiszli va recordar una ocasió en què Mengele va matar personalment a catorze bessons en una nit injectant cloroform directament al cor. Si un bessó moria per una malaltia, Mengele matava a l'altre per a preparar informes comparatius post mortem.
Mengele també experimentava amb els ulls, amb intents de canviar el seu color mitjançant la injecció de substàncies químiques als ulls dels subjectes vius i matant persones amb ulls heterocromàtics per poder extreure els ulls i enviar-los a Berlín perquè fossin estudiats. Els seus experiments sobre persones amb nanisme i altres anormalitats físiques van incloure el prendre mesures físiques, extreure sang, extreure les dents sanes i tractar amb fàrmacs experimentals i raigs X. Moltes de les víctimes eren enviades a les cambres de gas després d'unes dues setmanes, i els seus esquelets eren enviats a Berlín per a continuar els estudis. Mengele buscava dones embarassades per a dur a terme experiments abans d'enviar-les a les cambres de gas. La testimoni Vera Alexander va descriure com va cosir totalment a dues bessones gitanes en un intent de crear germans siamesos; les nenes van morir de gangrena després de diversos dies de patiment.

## Els supervivents

### Els refugiats
A finals del 1933, l'organització sionista Jugend-Alijah (en hebreu, עלית הנוער; «Aliyyà dels joves»), fundada i dirigida per Recha Freier, va treballar per a «fer emigrar als nens jueus d'Alemanya». Van ser 5.012 nens (especialment adolescents) que van arribar al Mandat Britànic de Palestina abans de començar la guerra.

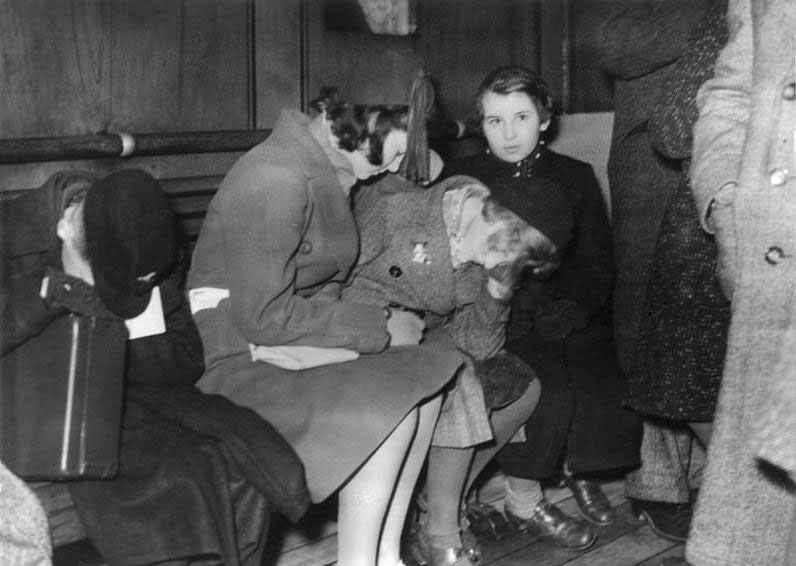
Grup de nens jueus alemanys a la seva arribada a Anglaterra al desembre de 1938

En 1938-1939, uns 10.000 nens jueus (fins i tot molts nens petits) van sobreviure a l'Holocaust perquè van viatjar cap a Anglaterra com a refugiats, abans de l'esclat de la guerra, en un viatge que en la majoria dels casos significava la separació definitiva de les seves famílies i del seu país natal. Entre els nens que es van beneficiar del Kindertransport hi ha persones famoses, com el director Karel Reisz, els artistes Eva Hesse i Gustav Metzger, els físics i premis Nobel Arno Penzias i Walter Kohn. Pocs d'ells es trobaran amb els seus pares i familiars al final de la guerra.
El flux de refugiats no es va aturar ni tan sols durant la guerra; 9.342 nens jueus van arribar a Palestina entre 1939 i 1945. Entre ells hi havia també els anomenats «nens de Teheran», un grup de 861 nens jueus polonesos que eren orfes, que estaven refugiats a la Unió Soviètica i que en 1942 van ser traslladats a un orfenat de Teheran (Iran) per a viatjar a l'any següent a Palestina. A més de la Unió Soviètica, molts refugiats jueus es van dirigir cap a països neutrals, com Suècia, Suïssa i Espanya.
A Suècia van arribar milers de nens jueus de Noruega, però sobretot de Dinamarca, quan a l'octubre de 1943 gairebé tots els 8.000 jueus danesos van ser traslladats en secret per escapar de les deportacions. A Suècia, podien viure amb les seves famílies i tornar amb ells a casa al final del conflicte.
Suïssa també era un lloc de refugi per a milers de nens jueus que venien legalment o clandestinament amb les seves famílies dels països veïns. Malgrat les nombroses restriccions (i els nombrosos rebuigs i controls a les fronteres), van ser rebuts 21.000 jueus al territori suís durant la guerra. A Suïssa també van arribar tres transports de jueus, allunyats dels camps de concentració per acords especials amb les autoritats nazis a canvi de diners. Aproximadament 1.670 jueus hongaresos del tren de Kastner van arribar a Suïssa del camp de concentració de Bergen-Belsen en dos grups, un a l'agost i un al desembre de 1944 (entre ells hi havia almenys 270 nens, entre ells Ladislaus Löb). El 5 de febrer de 1945, un tercer tren va portar a Suïssa un grup de 1.210 jueus del camp de concentració de Theresienstadt (també hi havia alguns nens entre ells).
Malgrat les nombroses restriccions, milers de jueus van travessar la frontera francesa amb Espanya i van trobar refugi o refugi temporal abans de viatjar cap a altres països. Hi va haver 20.000-30.000 refugiats jueus (incloent moltes famílies amb fills) durant els primers anys de guerra, quan França estava ocupada pels nazis, que van ser seguits per altres 7.500 entre l'estiu de 1942 i la tardor de 1944.

### Nens ocults en amagatalls

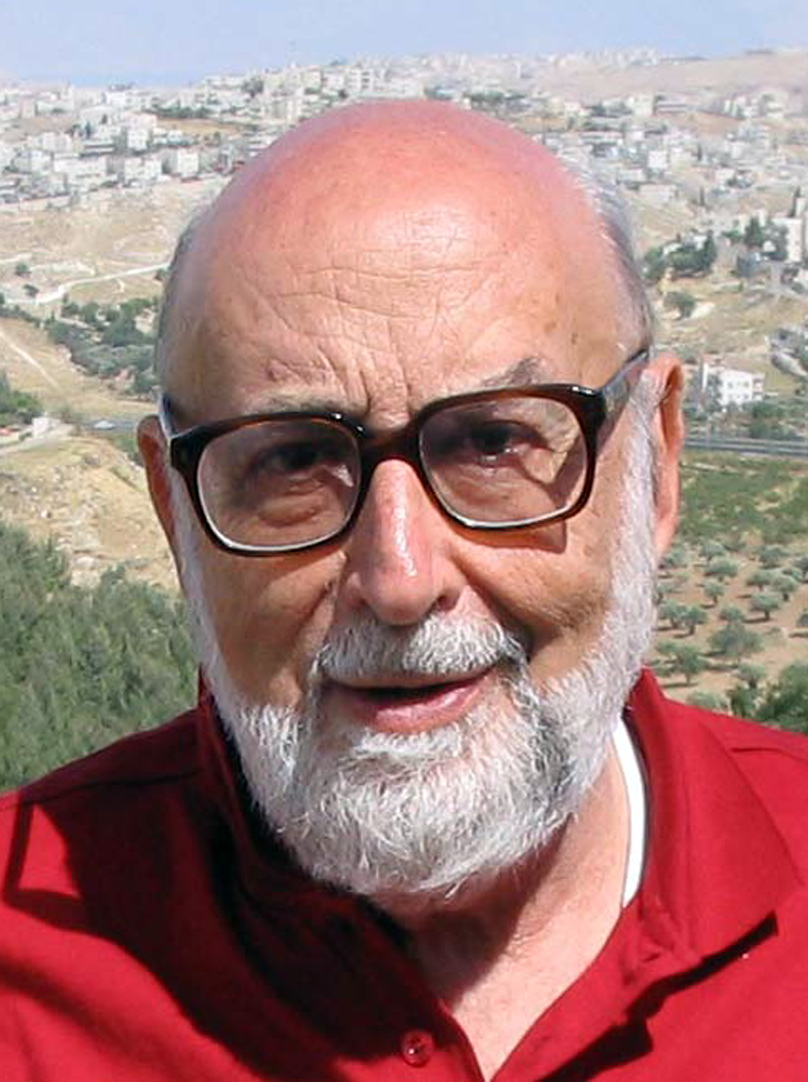
Francois Englert, guanyador del Premi Nobel de Física de l'any 2013, va passar la seva infància amagat sota identitat falsa amb famílies o en orfenats a Bèlgica

A les zones ocupades pels alemanys, milers de nens van sobreviure vivint en la clandestinitat, amb identitat falsa o amagats en llocs de refugi, de vegades amb els seus pares i sovint separats de les seves famílies.
Conscients del fet que els nens representaven el futur i que per aquest motiu eren objectes de la fúria particular per part dels nazis, les forces de resistència (jueves i no) dedicaven especial atenció al seu rescat, aconseguint en alguns casos també assolir èxits importants com en el cas dels nois de Villa Emma (Nonantola) a Itàlia, o d'aquells allotjats a Le Chambon-sur-Lignon a França. Molts nens (fins i tot a Itàlia) van ser rebuts individualment en instituts religiosos cristians, per famílies d'amics o fins i tot desconeguts que, generosament, arriscaven les seves pròpies vides i els van protegir fins al final de la guerra.
No tots els nens van tenir una història amb un final feliç. Molts (com Anne Frank) van ser descoberts i enviats a camps d'extermini, d'altres van morir en el lloc on estaven amagats o es van suïcidar per evitar ser capturats (com Jerzy Feliks Urman). Per a altres, el preu a pagar per la seva supervivència va ser molt alt. Tot i que els casos d'abús eren rars, les condicions del refugi sovint eren molt dures físicament i psicològicament a causa de la por constant de ser descobert i la contínua necessitat de reprimir la seva pròpia identitat i el continu esforç de manifestar-se i comportar-se de manera diferent de com havien estat educats. Per superar la solitud i l'absència d'una vida social normal, alguns nens confiaven les seves emocions als diaris personals. Els diaris de l'Holocaust', escrits per aquests nens, figuren entre els testimonis més emotius de l'època.
Per aquells que van sobreviure, el retorn a la normalitat no va ser fàcil. La majoria d'ells es van trobar orfes, sovint completament sols. Per a altres, l'abandó dels pares adoptius i la reinserció en la família d'origen va ser un pas igualment traumàtic. Per a alguns nens jueus confiats a instituts religiosos catòlics i batejats, també es va obrir una batalla legal per a la seva identificació i «restitució», una batalla que dividia la part superior de la jerarquia catòlica.

### Entre els partisans
Molts nens van sobreviure, en diverses parts d'Europa, protegits pels partisans, en zones controlades per ells. Dues unitats partisanes a Belarús, les dirigides pels germans Bielski i Shalom Zorin respectivament, es van destacar especialment per haver establert al bosc uns campaments on acollien famílies jueves amb dones, ancians i nens.
Per a un nen, especialment un jueu, no era fàcil unir-se a les unitats partisanes combatents. La majoria de les unitats partisanes no acceptaven nens ni civils desarmats, i els episodis d'antisemitisme eren freqüents fins i tot en alguns grups partisans d'Europa de l'Est. Entre els 20.000 i 30.000 jueus que van lluitar com a partisans per tot Europa hi va haver molts adolescents (i també un nombre significatiu de nens més petits, especialment orfes). Al convertir-se en partisans, van poder participar directament en les accions de guerra de guerrilla, espionatge i sabotatge organitzades pel seu grup, i entregar-se sense dubtar a la brutalitat de la lluita. Aquest és el cas de Nathan Schacht, que va sobreviure durant 18 mesos (amb 12-13 anys) amb els partisans d'un bosc d'Ucraïna, o de Franco Cesana, de dotze anys, que va ser el partisà més jove de la resistència italiana que va morir en combat.

### La supervivència en guetos i camps de concentració

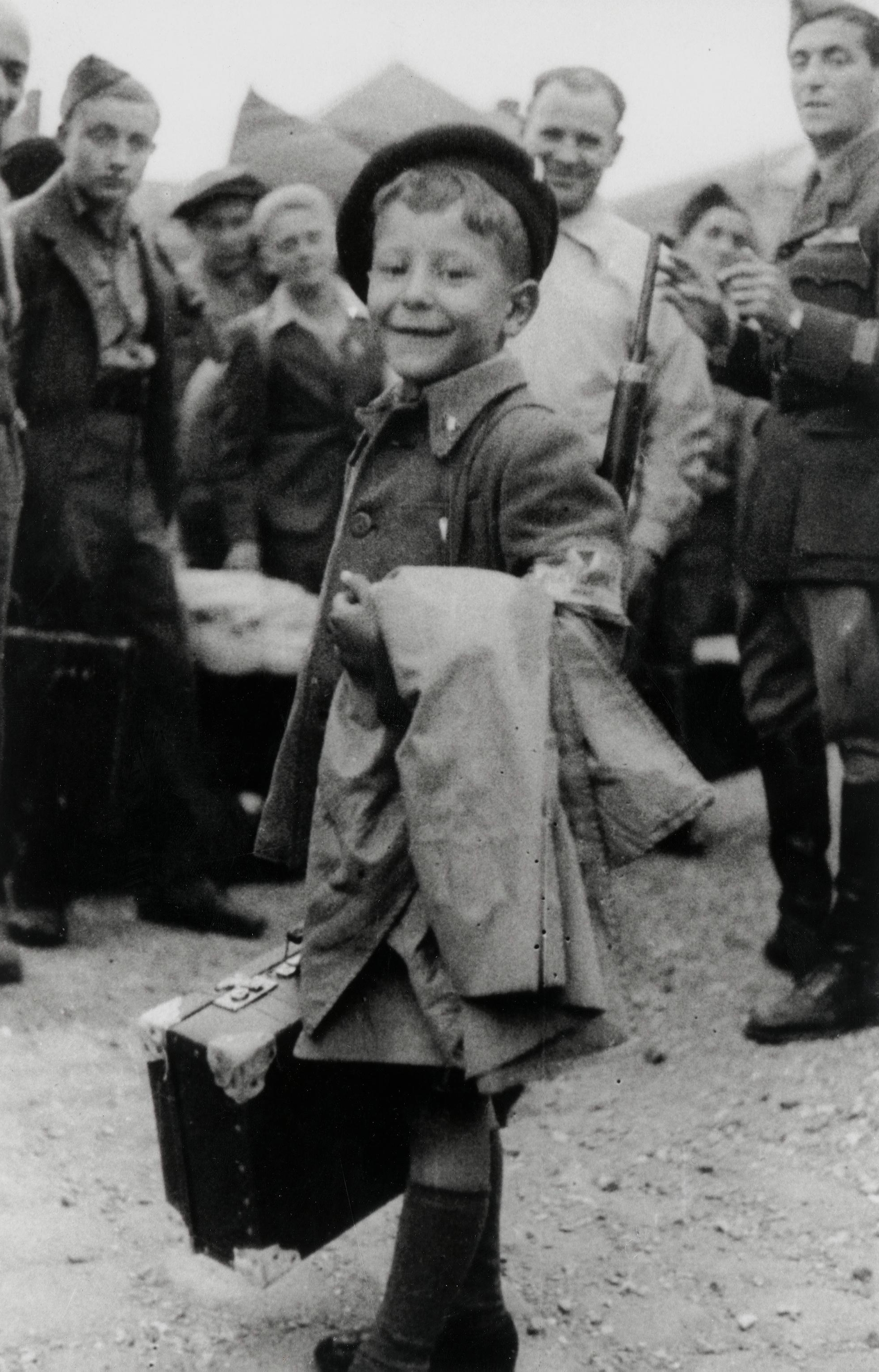
Yisrael Meïr Lau (8 anys), supervivent del camp de concentració de Buchenwald

La supervivència dels nens als guetos o als camps estava sempre lligada a un entorn excepcional que, retardant el seu assassinat o mort per dificultats, en circumstàncies límit els va permetre mantenir-se vius fins a l'alliberament.
Als guetos, la seva supervivència va ser almenys en part conseqüència del seu desig de viure i la seva adaptabilitat al contraban de menjar, al amagar-se i fugint. Amb la liquidació dels grans guetos (amb l'excepció parcial de Terezin), els nens no eren les primeres víctimes perquè aconseguien ocultar-se i fugir, cosa que, òbviament, va ser impossible per als més petits.
En els camps de concentració i camps d'extermini, els més nens més grans es feien passar per als adults per superar les seleccions, quan es realitzaven. Uns altres, que eren oficialment massa petits per ser considerats mà d'obra, eren empleats per oficials de la SS o Kapo com a assistents personals amb feines de tota classe, subjectes a humiliacions i abusos de tota classe. Sovint la seva supervivència estava relacionada amb l'ajuda i la protecció personal que oferia altres presoners o companys més grans. A Auschwitz, Luigi Ferri es va salvar gràcies a la intervenció del metge jueu Otto Wolken, que el «va adoptar» com a fill durant tota la seva estada al camp, mentre que Piero Terracina i Sami Modiano van trobar força i recolzament mutu en una amistat fraterna. La solidaritat del camp va protegir els 904 nens de Buchenwald, inclosos els jueus Elie Wiesel i Yisrael Meïr Lau, i l'afro-alemany Gert Schramm. Marcello Martini, que amb 14 anys va ser el més jove dels deportats polítics italians, va sobreviure al treball forçós a Mauthausen i d'altres camps, i a una marxa de la mort de 230 km.
Per a tots ells, l'alliberament va venir després d'experiències dures i de patiments inefables.

## Els nens de l'Holocaust a Itàlia
Inicialment, l'interès pels nens italians de l'holocaust es va centrar gairebé exclusivament als deportats a Auschwitz i als pocs supervivents. Ja a l'abril de 1945, Luigi Ferri va declarar (en alemany) davant una comissió d'investigació sobre els crims nazis a Cracòvia. A Itàlia, la primera a fer sentir la seva veu va ser Arianna Szörényi, amb un article publicat a Unità de l'11 de març de 1976, durant el judici pels delictes comesos al Molí arrosser de San Sabba. També hi havia moltes persones grans que van assistir a les escoles i als mitjans de comunicació (Piero Terracina, Sami Modiano, Liliana Segre, Hanna Kugler Weiss, Alberto Sed i altres). Entre les víctimes, el cas que va rebre més atenció és el de Sergio De Simone, que va morir a Hamburg després d'haver sigut usat junt amb 19 nens d'altres nacionalitats com a conills porquins per a experiments sobre la tuberculosi.

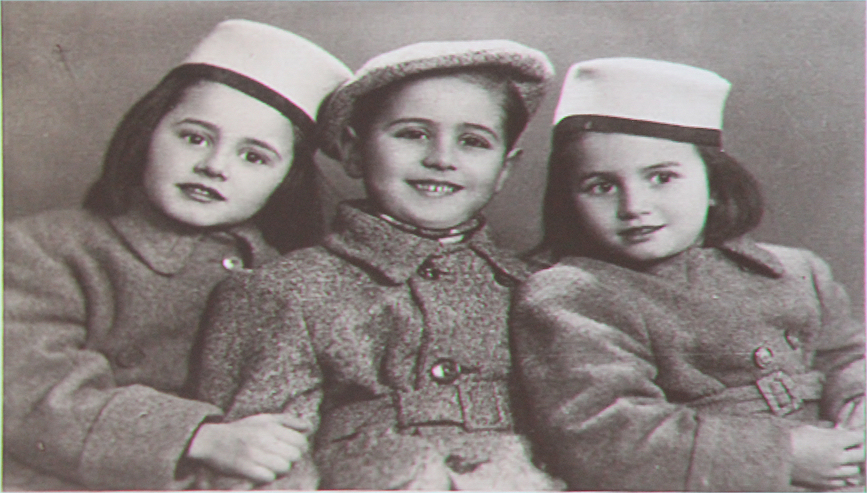
Les germanes Andra i Tatiana Bucci amb el seu cosí Sergio De Simone, supervivents del camp de concentració d'Auschwitz

A poc a poc, l'interès també es va estendre als milers de nens jueus que a Itàlia es van veure afectats per les lleis racials feixistes, que es van excloure traumàticament de l'escola, a aquells que, des de 1940, van ser tancats en camps d'internament o vivien confinats i, finalment, a tots aquells que després del 8 de setembre de 1943, per evitar les deportacions, van viure amagats o van fugir cap a Suïssa, sovint separats de les seves famílies, o com Becky Behar, que va tenir la sort d'escapar de l'holocaust del llac Maggiore. Entre les primeres persones que amb les seves memòries han cridat l'atenció sobre la seva experiència com a nens supervivents de l'holocaust italià són Emanuele Pacifici, Lia Levi, Aldo Zargani i altres. El 2013, l'historiador Bruno Maida va publicar un estudi general sobre la Shoah dels nens a Itàlia, que per primera vegada analitza el fenomen en la seva totalitat.
Després del 8 de setembre de 1943, l'holocaust a Itàlia no només va afectar els nens jueus, sinó també a un gran nombre de nens no jueus perseguits per raons polítiques, com a implicats directament o indirectament en la lluita d'alliberament. Molts nens i adolescents, inclosos els jueus, es van unir molt joves a formacions partisanes o a moviments de resistència clandestina. Alguns d'ells van caure en accions de combat: Gennaro Capuozzo i Filippo Illuminato durant els Quatre Dies de Nàpols; Ugo Forno a Roma; Franco Cesana i Luciano Domenico al nord d'Itàlia. Altres van pagar el seu compromís amb la vida o amb la deportació: Duilio Cibei, una víctima de 15 anys de la massacre de les fosses Ardeatines a Roma; Franco Centro, Beniamino Cobianchi i Roberto Di Ferro, afusellats; Marcello Martini i Franco Cetrelli, deportats al camp de concentració de Mauthausen. Més de 1.500 nens van ser víctimes de massacres i represàlies: 130 en la massacre de Sant'Anna di Stazzema, més de 200 en la massacre de Marzabotto, els altres en les nombroses massacres anomenades «menors». Els nens també van ser dels pocs testimonis directes d'aquestes massacres, com Leopolda Bartolucci a Sant'Anna di Stazzema.
Si, generalment, els nens italians supervivents de l'holocaust podien trobar una família, familiars o amics per donar-los la benvinguda, en la immediata postguerra, Itàlia es va convertir en un important punt de trànsit per a centenars de nens jueus que eren orfes i estaven completament sols, dels països de est d'Europa intentaven arribar a Palestina. Les organitzacions jueves van establir colònies, on es podien recollir i preparar per emigrar. El nucli més important va ser el dels 800 nens de Selvino, reunits per la Brigada Jueva de l'antiga colònia de Sciesopoli, al Bergamasco.

## Les víctimes i els supervivents
Les associacions jueves i els instituts de recerca (com Yad va-Xem a Jerusalem, el Museu Memorial de l'Holocaust dels Estats Units a Washington, i el Centre de Documentació Jueva Contemporània a Itàlia) han fet enormes esforços per donar un nom i una cara a tots els nens de l'holocaust i preservar la seva memòria individual, així com la història col·lectiva. Els seus noms (fins i tot els italians) ja estan disponibles en nombroses publicacions.
Els casos d'alguns nens i adolescents s'han familiaritzat amb l'opinió pública o es consideren d'especial interès per la investigació científica a causa de la naturalesa excepcional d'alguns esdeveniments individuals durant l'holocaust (per exemple, com a autors de diaris o perquè van ser sotmesos a experiències particulars) o pel que s'han convertit en adults (en la seva carrera professional, com a autors de memòries importants, o per la seva participació pública com a testimonis). Entre els nens més famosos de l'holocaust hi ha víctimes com Anne Frank i Petr Ginz, i supervivents com el director de cinema Roman Polański, escriptors, artistes, científics i cinc premis Nobel (François Englert, Roald Hoffmann, Daniel Kahneman, Imre Kertész i Elie Wiesel).

### Algunes de les víctimes

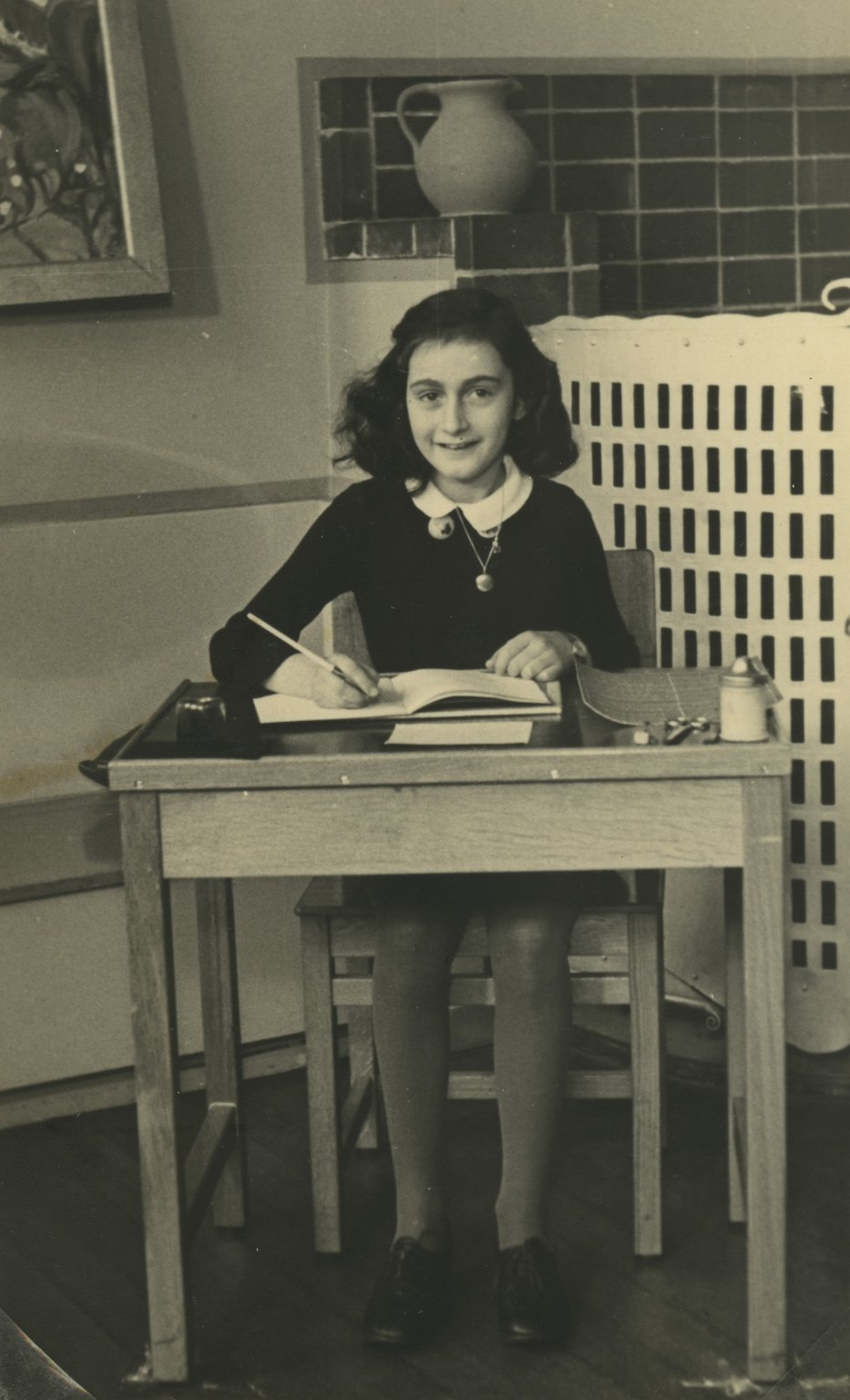
Anne Frank, que va morir en un camp de concentració, és un dels símbols més coneguts de l'holocaust a nivell internacional

- Anne Frank, que va morir en un camp de concentració, és un dels símbols més coneguts de l'holocaust a nivell internacionalFrantišek Bass (1930-1944), Petr Ginz (1928-1944), Hanuš Hachenburg (1929-1944), Honza Treichlinger (1930-1944) són els més famosos entre els petits artistes, escriptors i poetes de Terezín. Tots van morir a les cambres de gas d'Auschwitz.
- Gennaro Capuozzo (1932-1943), Franco Cesana (1931-1944), Luciano Domenico (1933-1945), Ugo Forno (1932-1944) i Filippo Illuminato (1930-1943) són els partisans italians més joves que van morir en combat. S'afegeixen a aquests: Duilio Cibei (1929-1944) i Michele Di Veroli (1929-1944), víctimes de la massacre de les fosses Ardeatines; Franco Centro (1930-1945), Beniamino Cobianchi (1931-1945) i Roberto Di Ferro (1930-1945), afusellats; i Franco Cetrelli (1930-1945), mort a Mauthausen.
- Sergio De Simone (1937-1945). Va ser deportat a Auschwitz i va ser seleccionat junt amb altres 19 nens de diverses nacionalitats per a experiments mèdics sobre tuberculosi i després van ser assassinats al soterrani de l'escola de Bullenhuser Damm d'Hamburg.
- Lea Deutsch (1927-1943). Jove actriu jueva croata. Va morir durant el viatge cap a Auschwitz.
- Anne Frank (1929-1945). Un dels noms i cares més conegudes de l'holocaust. Autora d'un famós diari publicat en el període immediat de la postguerra i traduït a nombrosos idiomes. Va ser deportada a Auschwitz i va morir al camp de concentració de Bergen-Belsen.
- Czesława Kwoka (1928-1943). Noia polonesa deportada a Auschwitz com a resultat dels programes de neteja ètnica de la regió de Zamość. Tres fotografies famoses de Wilhelm Brasse (actualment exposades permanentment al museu d'Auschwitz) la retraten a la seva arribada al camp el 13 de desembre de 1942. Va morir a d'Auschwitz el 12 de març de 1943.
- Ernst Lossa (1929-1944). Nen d'ètnia jenish, víctima del programa d'eugenèsia nazi.
- Dawid Rubinowicz (1927-1942). Autor d'un famós diari. Mort al camp d'extermini de Treblinka.
- Settela Steinbach (1934-1944). Nena holandesa de l'ètnia sinti, que s'ha convertit en un símbol del genocidi dels gitanos. Va morir a Auschwitz.
- Jerzy Feliks Urman (1932-1943). Autor d'un diari al gueto de Stanislawow. Es va suïcidar per evitar ser capturat.
- Henio Zytomirski (1933-1942). Nen jueu polonès que va morir al camp de concentració de Majdanek i es va convertir en un símbol de l'extermini dels nens a Polònia.

### Alguns dels supervivents

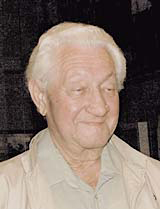
Szymon Srebrnik, un dels primers nens de l'holocaust a declarar en els judicis de la postguerra

- Alemanya: Inge Auerbacher (1934), Walter Zwi Bacharach (1928-2014), Hans Frankenthal (1926-1999), Thomas Geve (1929), Bill Graham (1931-1991), Sonia Levitin (1934), Helga Newmark (1932-2012), Paul Spiegel (1937-2006), Beni Virtzberg (1928), Ruth Westheimer (1928-2024), Eddie Willner (1926-2008).
- Àustria: Greta Klingsberg (1929), Ruth Klüger (1931).
- Bèlgica: François Englert (1932), Bettina Le Beau (1932-2015).
- França: Fanny Ben-Ami (1931), Robert Clary (1926), Saul Friedländer (1932), Alexander Grothendieck (1928-2014), Simon Jeruchim (1929), Joseph Joffo (1931), Daniel Kahneman (1934), Serge Klarsfeld (1935), Jean-Marie Lustiger (1926-2007), Annette Muller (1933).
- Hongria: Edith Bruck (1932), John Chillag (1927-2009), Peter Fischl (1930), Yosef Goldman (1942-2015), Miklos Kanitz (1939-2006), Imre Kertész (1929-2016), Tom Lantos (1928-2008), Ladislaus Löb (1933), Nicholas Nagy-Talavera (1929-2000), Tibor Rubin (1929-2015), Péter Szondi (1929-1971), Irene Zisblatt (1929).
- Itàlia: Andra Bucci (1939), Tatiana Bucci (1937), Enzo Camerino (1928-2014), Luigi Ferri (1932), Hanna Kugler Weiss (1928), Lia Levi (1931), Ida Marcheria (1929-2011), Marcello Martini (1930), Sami Modiano (1930), Emanuele Pacifici (1931-2014), Alberto Sed (1928), Liliana Segre (1930), Arianna Szörényi (1933), Piero Terracina (1928), Aldo Zargani (1933).
- Iugoslàvia: Lustig Branko (1932), Yehuda Elkana (1934-2012), Shaul Ladany (1936), Itzchak Tarkay (1935-2012).
- Països Baixos: Gerhard Durlacher (1928-1996), Bloeme Evers-Emden (1926-2016), Jona Oberski (1938), Eva Schloss (1929).
- Polònia: Alicia Appleman-Jurman (1930-2017), Louis Begley (1933), Nelly Ben-Or (1933), Zahava Burack (1932-2001), David Faber (1928-2015), Abraham Foxman (1940), Roman Frister (1928-2015), Halina Birenbaum (1929), Bronisław Geremek (1932-2008), Marek Halter (1936), Kitty Hart-Moxon (1926), Anna Heilman (1928-2011), Ben Helfgott (1929), Aleksander Henryk Laks (1926-2002), Arek Hersh (n.1929), Roald Hoffmann (1937), Jerzy Kosinski (1933-1991), Yisrael Meïr Lau (1937), Anita Lobel (1934), Jack Mandelbaum (1927), Uri Orlev (1931), Sam Pivnik (1926-2017), Roman Polański (1933), Ruth Posner (1933), Israel Shahak (1933-2001), Szymon Srebrnik (1930-2006), Alina Szapocznikow (1926-1973), Emanuel Tanay (1928-2014), Jack Tramiel (1928-2012), Meir Wilchek (1935), Miriam Winter (1933-2014), Sabina Wolanski (1927-2011).
- Romania: Aharon Appelfeld (1932), Edith Balas (1929), Magda Herzberger (1926), Liviu Librescu (1930-2007), Dan Pagis (1930-1986), Kati Preston (1939), Elie Wiesel (1928-2016).
- Txecoslovàquia: George Brady (1928), Thomas Buergenthal (1934), David Weiss Halivni (1927), Ivan Klíma (1931), Michal Kraus (1930), Arnošt Lustig (1926-2011), Zdeněk Ornest (1929-1990), Tomi Reichental (1935), Zuzana Růžičková (1927-2017), Jan Saudek (1935), Felix Weinberg (1928-2012), Ela Weissberger (1930), Zoltan Zinn-Collis (1940-2012).
- Ucraïna: Martin Greenfield (1928).

### Els testimonis
Alguns nens i adolescents es van trobar immediatament en el paper de testimonis ja durant la Segona Guerra Mundial, com els 73 nens de Teheran provinents de Polònia, testimoni que va ser recollit a Israel el 1943, o Mary Berg, qui va arribar als Estats Units des del gueto de Varsòvia per un intercanvi de presoners al març de 1944. També a Polònia, en els mesos següents a l'alliberament dels camps, nens com Szymon Srebrnik o Luigi Ferri van ser formalment convocats el 1945 per declarar davant les primeres comissions d'investigació sobre els crims nazis. Uns altres, com Thomas Geve i Michal Kraus, van fixar els seus records en dibuixos i il·lustracions anotades. Es poden escoltar prop de vint nens i adolescents d'entre 10 i 19 anys en la gravació de les 130 entrevistes a supervivents fetes pel psicòleg David P. Boder el 1946; són les úniques veus dels nens que s'han conservat del temps de l'holocaust.

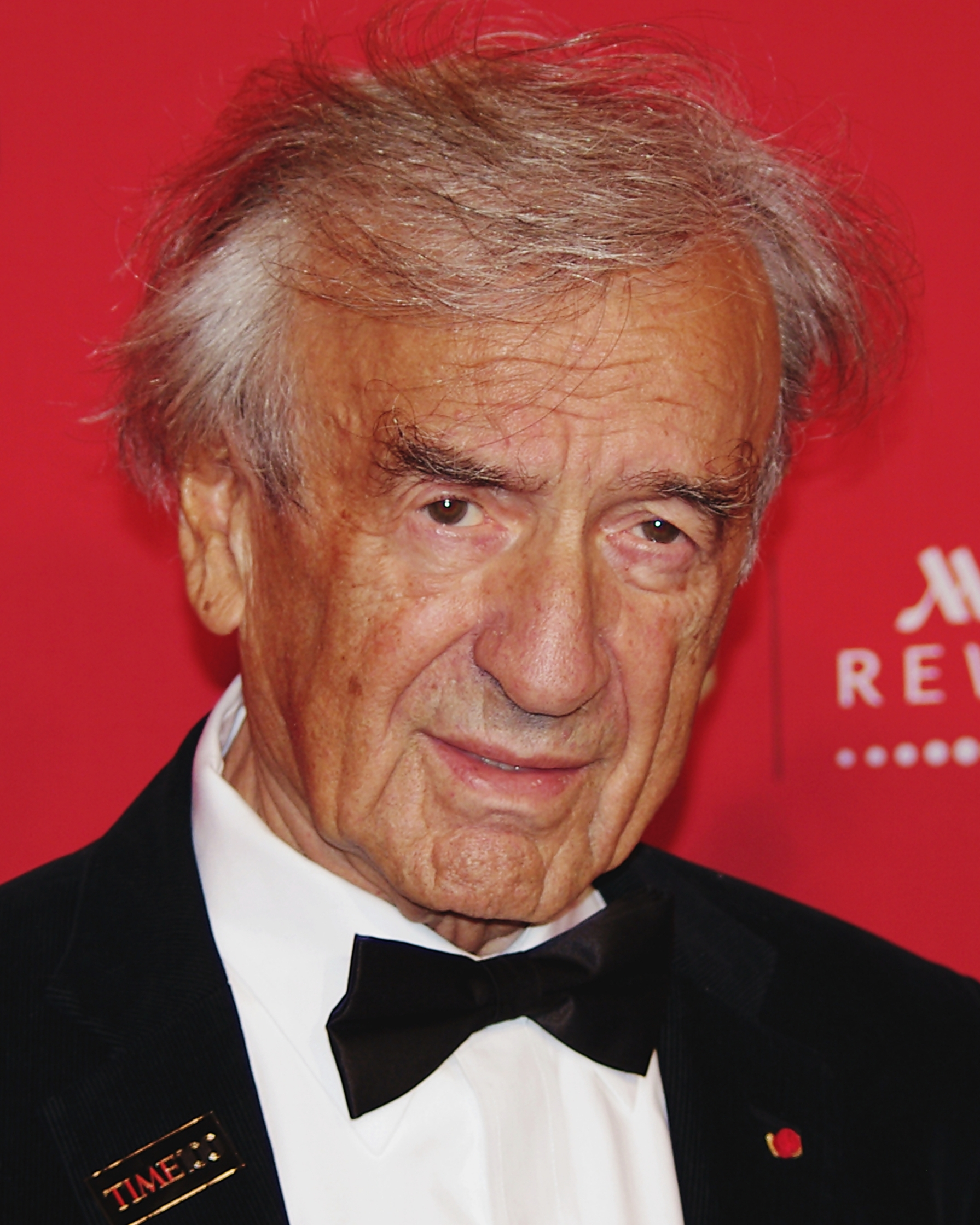
Elie Wiesel, guanyador del Premi Nobel de la Pau, és un dels més famosos «nens de l'holocaust» que es va convertit en escriptor i testimoni

Per als nens supervivents va començar la llarga i intensa recerca dels membres de la seva família o es van adonar que estaven sols. Per a molts, van trigar mesos de tractament a un hospital per a recuperar les forces. La rehabilitació va ser, en tot cas, complexa. Si per als adults significava tornar a una vida «normal», la majoria dels nens que van créixer als guetos o als camps no tenien experiència.
En l'època immediata de la postguerra, l'opinió pública mundial va mirar als nens de l'holocaust amb consternació i compassió. Es van dedicar pel·lícules, com The Search (1948). Les organitzacions humanitàries es van mobilitzar per satisfer les seves necessitats immediates, oferir allotjament i educació, reunir-los si és possible als seus pares o familiars. Per als nombrosos orfes, les organitzacions sionistes van organitzar centres de recepció per preparar-los per emigrar a Israel, com la colònia de Sciesopoli a Itàlia per als aproximadament 800 nens de Selvino. La idea era crear un entorn per a ells que els fes oblidar les experiències traumàtiques que tenien el més aviat possible. El diari d'Anne Frank va commocionar el món i la noia d'Amsterdam es va convertir en el símbol de l'holocaust, però l'especificitat de l'experiència dels nens supervivents va ser poc reconeguda i aprofundida. Molts d'ells recorden no haver trobat en aquells anys gent disposada a escoltar-los. Així va ser per a Liliana Segre quan va tornar d'Auschwitz: 
| «                | Va ser molt difícil per als meus familiars viure amb un animal ferit com era jo: una noia jove que venia de l'infern, de qui es requeria docilitat i resignació. Aviat vaig aprendre a guardar els meus tràgics records i la meva profunda tristesa per mi mateixa. Ningú em va entendre, era jo qui havia d'adaptar-se a un món que volia oblidar els esdeveniments dolorosos que acabaven de passar, que volien començar de nou, cobejats per divertir-se i sense preocupacions. | » |
| — Liliana Segre. | |   |

L'interès per l'experiència infantil va començar a augmentar a partir de la dècada del 1980. Es va convertir en una cursa contra el temps per recollir tants testimonis com for possible i (fins i tot per motius de dades personals) la majoria dels testimonis encara vius que eren nens o adolescents durant l'holocaust. També es comença a estudiar l'especificitat de l'experiència dels nens en l'holocaust, que es desenvolupa com un camp d'estudi autònom.
Els nens de l'holocaust reaccionen de manera diferent a aquest creixent interès. Molts troben en el paper de testimonis un motiu per viure i redimir-se, i una alliberament dels seus traumes, que han sigut reprimits durant molt de temps. Els llibres de memòries sobre l'holocaust van ser escrits per persones que eren nens en aquella època. Uns altres mantenen un perfil més matisat, lluny del punt de mira, donant testimoni als acadèmics i als instituts de recerca especialitzats. Uns altres, com Mary Berg o Luigi Ferri (que també havien tingut un paper públic important en el període immediat de la postguerra), no estan disponibles per a cap altra implicació, creient que ara han tancat completament els comptes amb el seu passat.

## Els fills dels supervivents de l'holocaust
Un sub-camp particular, que s'ha desenvolupat recentment, es refereix a l'experiència dels fills dels supervivents (o fins i tot dels botxins) de l'holocaust, l'impacte traumàtic que aquests esdeveniments han tingut en el seu creixement i formació.

## La memòria
Hi ha diversos monuments construïts específicament en memòria dels nens que van ser víctimes de l'holocaust. Els més coneguts són els de Yad va-Xem a Jerusalem i al cementiri jueu de Varsòvia. El memorial a Yad va-Xem, dissenyat per Moshe Safdie, és una sala subterrània on, en la foscor completa, la llum d'una espelma llueix infinitament reflectida per múltiples miralls; va ser donat per Abe i Edita Spiegel, que van perdre el seu fill Uziel de dos anys a Auschwitz. Al cementiri de Varsòvia, el monument està recolzat contra una paret de maó coronada amb filferro d'arç, que reprodueix el mur del gueto de Varsòvia.
S'ha creat una exposició permanent a la barraca 53 de l'antic camp de concentració de Majdanek. Concebuda el 2003 per Tomasz Pietrasiewicz, l'exposició il·lustra la vida i la mort dels nens de l'holocaust a través de l'experiència de quatre nens presents al campament: dos nens jueus (Halina Birenbaum i Henio Zytomirski), un nen belarús (Piotr Kiryszczenko), i una noia polonesa (Janina Buczek).
També es troben memorials dels nens de l'holocaust a Ramat ha-Xaron (Israel) i a llocs dels Estats Units d'Amèrica com Whitwell (Tennessee), Charlotte (Carolina del Nord), Great Neck (Nova York) i a altres llocs dels Estats Units.

Alguns monuments es dediquen a grups particulars de nens. Una sèrie d'escultures de bronze de mida natural que representen nens del Kindertransport s'han col·locat al llarg de les estacions de tren de la ruta: Londres Liverpool Street (2006), Berlin Friedrichstraße (2008), Wien Westbahnhof (2008), Gdańsk Główny (2009), Hoek van Holland-Rotterdam (2011) i Hamburg Dammtor (2015). Les escultures són obra de l'artista israelià Frank Meisler, originari de Gdańsk i que va créixer a Anglaterra perquè es va salvar gràcies al Kindertransport. Els monuments dedicats a Janusz Korczak i els nens de l'orfenat del gueto de Varsòvia es troben a Yad va-Xem i al cementiri jueu de Varsòvia. Hi ha monuments que recorden als nens del gueto a Łódź (Polònia) i els 20 nens morts a l'escola Bullenhuser Damm, inclòs Sergio De Simone, a Hamburg (Alemanya). 

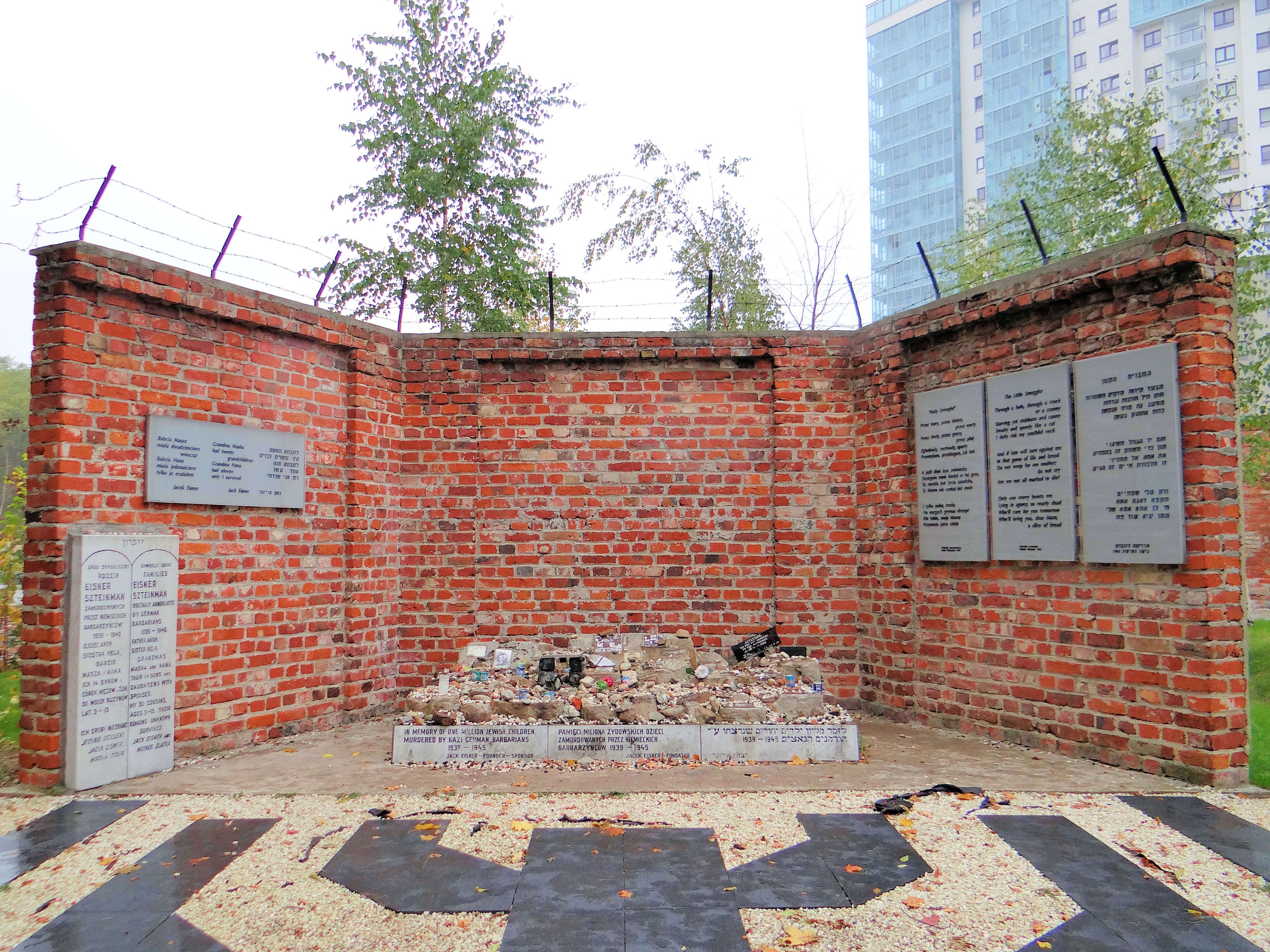
Monument als nens de l'holocaust, al cementiri jueu de Varsòvia 52° 14′ 42.91″ N, 20° 58′ 35.49″ E / 52.2452528°N,20.9765250°E
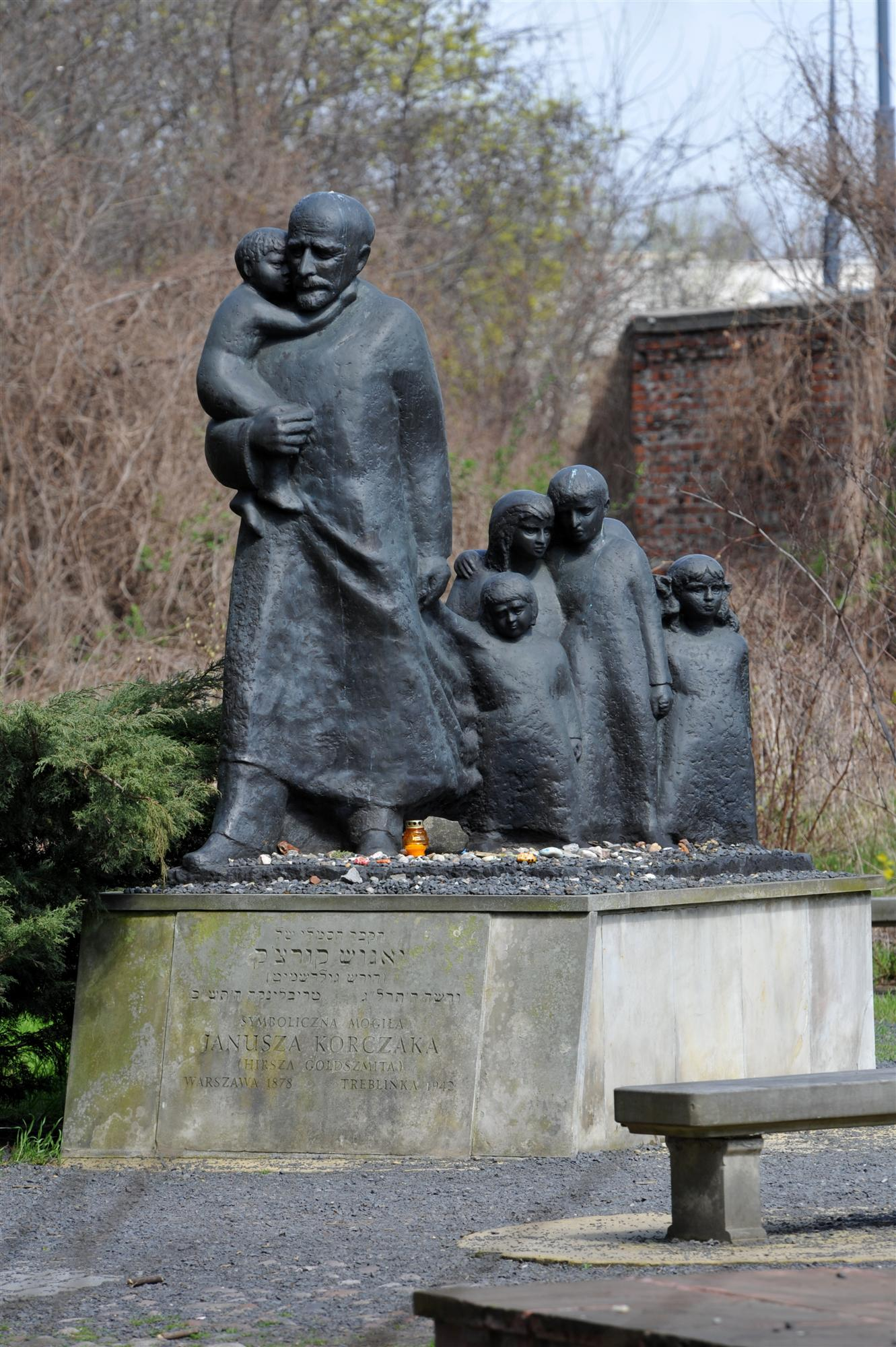
Monument dedicat a Janusz Korczak, al cementiri jueu de Varsòvia
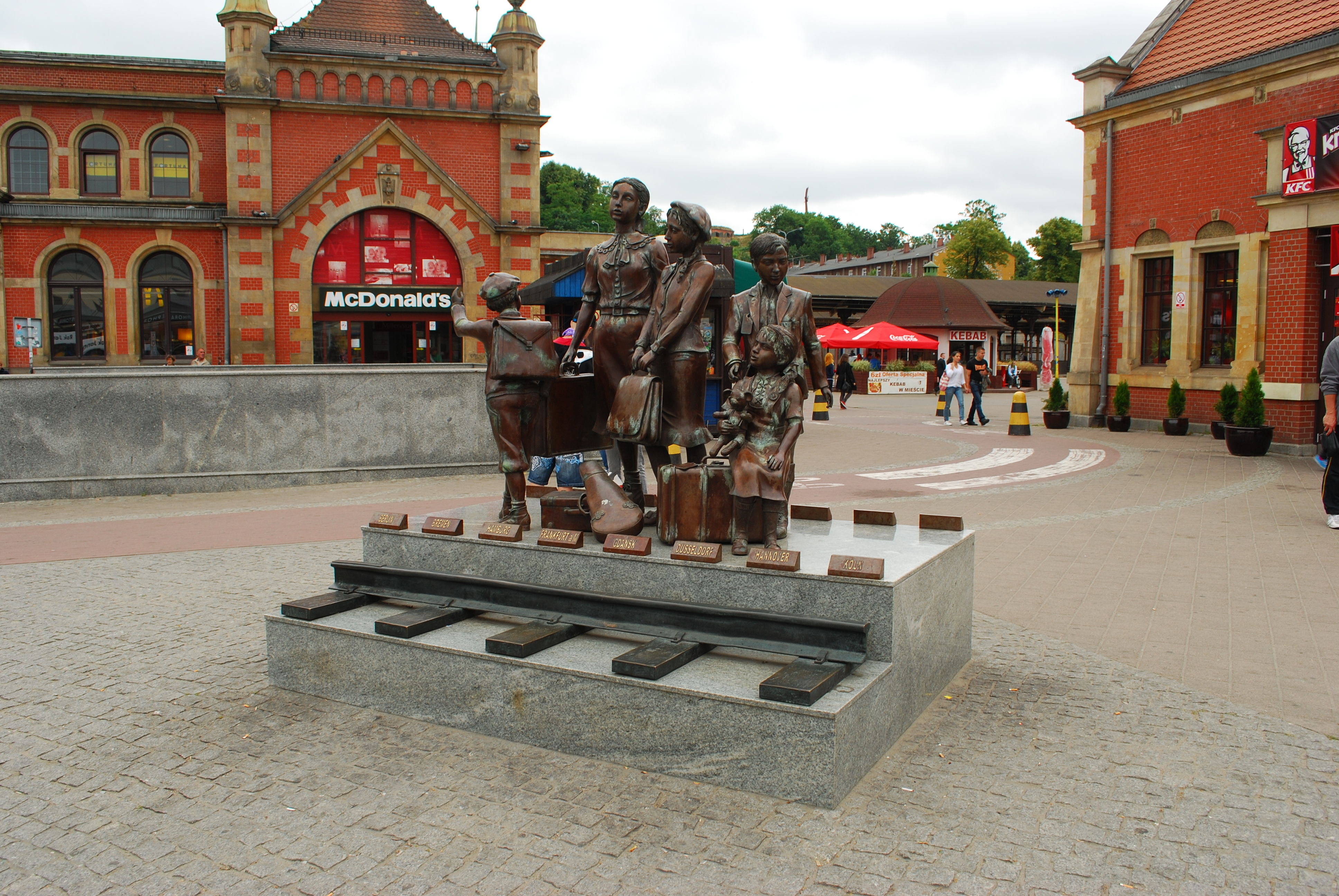
Monument als nens del Kindertransport
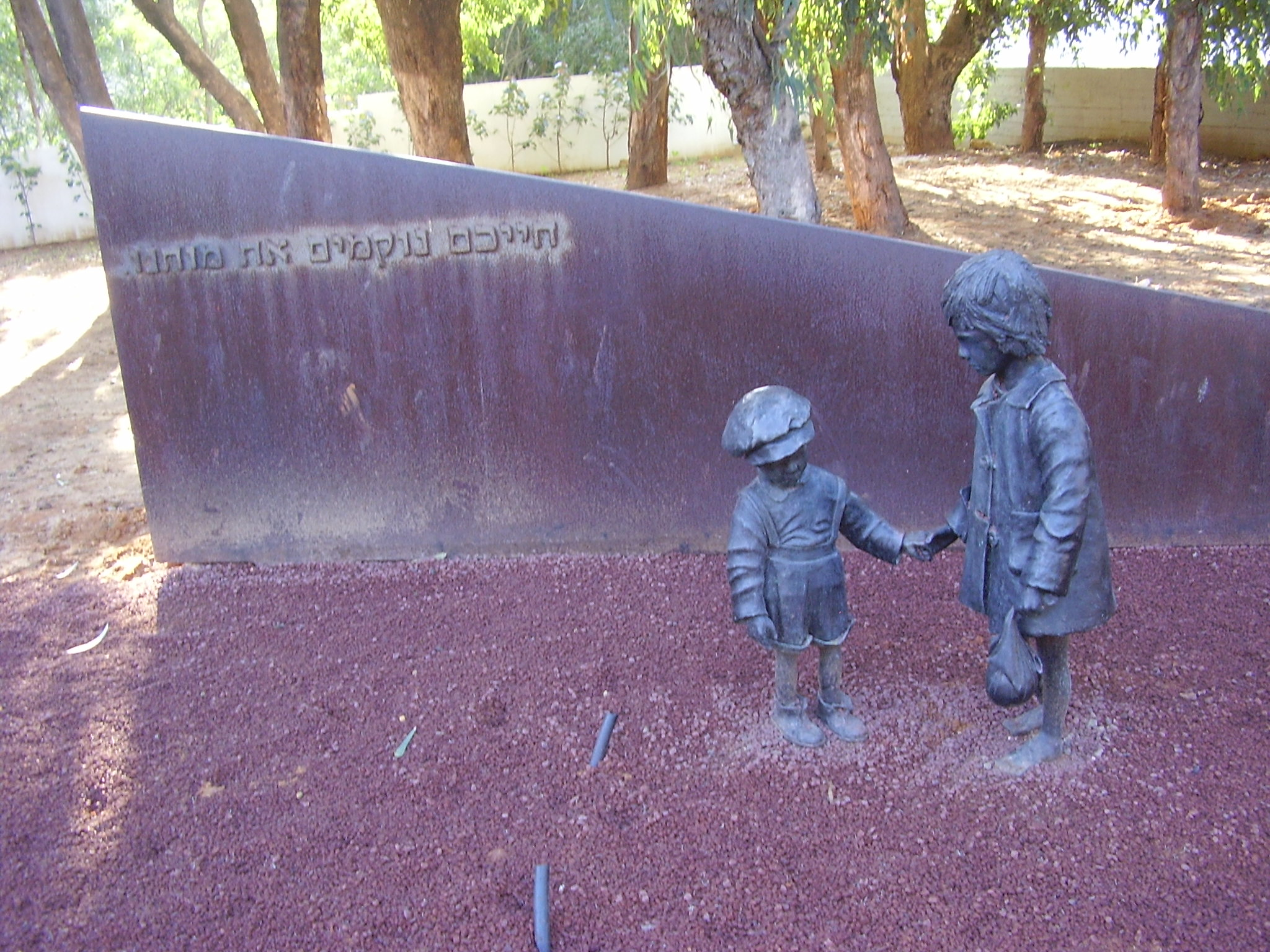
Monument als nens de l'holocaust a Ramat ha-Xaron
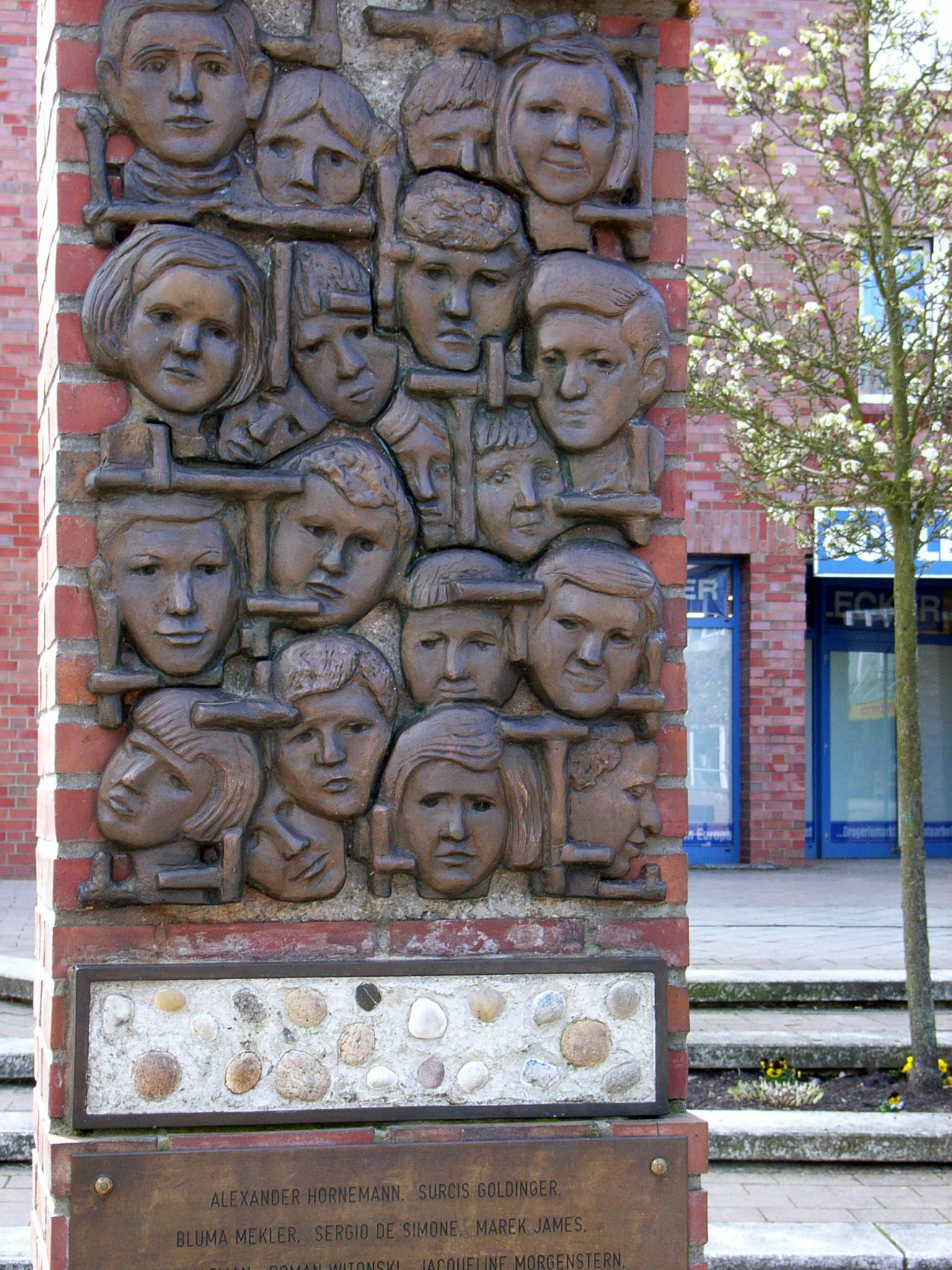
Monument als nens de la presó de Bullenhuser, a Hamburg-Schnelsen. A sota del relleu, apareixen els noms dels nens

## La recerca històrica
Des de la dècada del 1980, la investigació sobre els nens de l'holocaust s'ha convertit en un important camp d'especialització en els estudis sobre l'holocaust. El tema es tractat en nombroses publicacions i documentals. Molts museus de l'holocaust els dediquen una secció especial.

### Documentals
- 1946 - Nous continuons!.., dirigit per M. Bahelfer (França 1946)
- 1995 - Anna Frank Remembered, dirigit per Jon Blair (UK 1995)
- 1995 - Children Remember the Holocaust, dirigit per Mark Gordon (USA 1995)
- 1995 - Lost Childhood: The Story of the Birkenau Boys (1995)
- 1996 - My Knees Were Jumping: Remembering the Kindertransports (USA 1996)
- 1997 - The Lost Children of Berlin, dirigit per Elizabeth McIntyre (USA 1997)
- 1998 - Voices of the Children, dirigit per Zuzana Justman (1998)
- 1999 - The Children of Chabannes, dirigit per Lisa Gossels i Dean Wetherell (França 1999)
- 1999 - Children of the Night, curtmetratge, dirigit per Jolanta Dylewska (Suïssa 1999)
- 2000 - La fuga degli angeli - Storie del Kindertransport (Into the Arms of Strangers: Stories of the Kindertransport), dirigit per Mark Jonathan Harris (2000)
- 2000 - The Children Who Cheated the Nazis, dirigit per Sue Read (UK 2000)
- 2002 - The Boys of Buchenwald, dirigit per Audrey Mehler (Canadà 2002)
- 2002 - The Power of Good: Nicholas Winton, dirigit per Matej Mináč (2002)
- 2002 - Secret Lives: Hidden Children and Their Rescuers During WWII, dirigit per Aviva Slesin (USA 2002)
- 2009 - The Kindertransport Story, dirigit per Lindsay Hill (2009)
- 2011 - Children of Terezin, dirigit per Gabriel Bologna (2011)
- 2011 - The Boys of Terezin, dirigit per Shahab John Sharify (USA 2011)
- 2013 - 50 Children: The Rescue Mission of Mr. And Mrs. Kraus, dirigit per Steven Pressman (2013)
- 2014 - The Children of the Holocaust (UK 2014) - documental produït per la BBC
- 2015 - Innocence Lost: Stories from Children of the Holocaust, dirigit per Alex Roberts e Andrew Sherwood (USA 2015)

### Museus
- Yad va-Xem
- Museu Memorial de l'Holocaust dels Estats Units
- Museu de la Tolerància

## Filmografia sobre nens de l'holocaust
- Unzere Kinder, dirigida per Nathan Gross (Polònia 1948)
- Ulica Graniczna, dirigida per Aleksander Ford (Polònia 1948)
- The Search,dirigida per Fred Zinnemann (USA 1948)
- The Diary of Anne Frank, dirigida per George Stevens (USA 1959)
- Nackt unter Wölfen, dirigida per Georg Leopold (Alemanya Oriental 1960)
- The Diary of Anne Frank, dirigida per Alex Segal (1967)
- Sie sind frei, Doktor Korczak, dirigida per Aleksander Ford (1974)
- Un sac de billes, dirigida per Jacques Doillon (1975)
- David, dirigida per Peter Lilienthal (Alemanya 1979)
- The Diary of Anne Frank, dirigida per Boris Sagal (USA 1980)
- Иди и смотри, dirigida per Elem Klimov (Rússia 1985)
- Au revoir les enfants, dirigida per Louis Malle (França 1987)
- The Diary of Anne Frank, dirigida per Gareth Davies (UK 1987)
- Lena: My 100 Children, dirigida per Edwin Sherin (USA 1987)
- The Attic: The Hiding of Anne Frank, dirigida per Joh Erman (USA 1988)
- A Friendship in Vienna, dirigida per Arthur Allan Seidelman (USA 1988)
- Hitlerjunge Salomon, dirigida per Agnieszka Holland (Alemanya-França-Polònia 1991)
- Alan & Naomi, dirigida per Sterling Van Wagenen (USA 1992)
- Jona che visse nella balena, dirigida per Roberto Faenza (Itàlia 1993)
- Anne no Nikki, dirigida per Aikinori Nagaoka (Japó 1995); pel·lícula anime
- La vita è bella, dirigida per Roberto Benigni (Itàlia 1997)
- The Island on Bird Street, dirigida per Søren Kragh-Jacobsen (Dinamarca 1997)
- A Call to Remember, dirigida per Jack Bender (USA 1997)
- Vsichni moji blízcí, dirigida per Matej Minac (Txèquia 1997)
- The Story of Anne Frank, dirigida per Robert Dornhelm (UK 2001)
- Monsieur Batignole, dirigida per Gérard Jugnot (França 2002)
- Sorstalanság, dirigida per Lajos Koltai (Hongria 2005)
- Fugitive Pieces, dirigida per Jeremy Podeswa (Canadà 2007)
- The Boy in the Striped Pajamas, dirigida per Mark Herman (UK-USA 2008)
- Nickyho rodina, dirigida per Matej Mináč (Txèquia 2011)
- Wunderkinder, dirigida per Markus Rosenmüller (Alemanya 2011)
- La fuga degli innocenti, dirigida per Leone Pompucci (Itàlia 2012)
- Nackt unter Wölfen, dirigida per Philipp Kadelbach (Alemanya 2015)
- Le voyage de Fanny, dirigida per Lola Doillon (França 2016)
- Un sac de billes, dirigida per Christian Duguay (França 2017)

## Documentals
- Breaking the Silence: The Generation After the Holocaust, dirigit per Edward A. Mason (1984)
- I Was a Child of Holocaust Survivors, dirigit per Ann Marie Fleming (2010)
- Hitler's Children, dirigit per Chanoch Ze'evi (2011)
- What Our Fathers Did: A Nazi Legacy, dirigit per David Evans (2015)